# Pu Yi
O Imperador Xuantong (Pequim, 7 de fevereiro de 1906 – Pequim, 17 de outubro de 1967), mais conhecido por seu nome pessoal Puyi (溥儀; também escrito Pu Yi), nome de cortesia Yaozhi (曜之), foi o último Imperador da China como o décimo primeiro e último monarca da Dinastia Qing. Mais tarde, ele foi governante do Estado-fantoche de Manchukuo sob o Império do Japão de 1934 a 1945. Tornou-se imperador aos dois anos de idade em 1908, mas foi forçado a abdicar aos seis anos de idade em 1912 durante a Revolução Xinhai. O nome de sua época como Imperador Qing, Xuantong (Hsuan-t'ung, 宣統), significa "proclamação de unidade".
Puyi foi brevemente restaurado ao trono como imperador Qing pelo leal general Zhang Xun de 1 a 12 de julho de 1917. Ele se casou pela primeira vez com a Imperatriz Wanrong em 1922 em um casamento arranjado. Em 1924, foi expulso da Cidade Proibida e encontrou refúgio em Tianjin, onde começou a cortejar tanto os senhores da guerra que lutavam pela hegemonia sobre a China como os japoneses que há muito desejavam o controle da China. Em 1932, após a invasão japonesa da Manchúria, o estado-fantoche de Manchukuo foi estabelecido pelo Japão, e ele foi escolhido para se tornar o chefe executivo do novo estado usando o nome da época de "Datong" (Ta-tung, 大同).
Em 1934, ele foi declarado Imperador de Manchukuo com o nome de época "Kangde" (K'ang-te, 康德) e reinou sobre seu novo império até o final da Segunda Guerra Sino-Japonesa em 1945. Esta terceira passagem como imperador o viu como um fantoche do Japão; ele assinou a maioria dos decretos que os japoneses lhe deram. Durante este período, ele residiu principalmente no Palácio do Imposto do Sal, onde ordenava regularmente que seus servos fossem espancados. O vício em ópio de sua primeira esposa a consumiu durante esses anos, e eles geralmente eram distantes. Ele assumiu inúmeras concubinas, bem como amantes do sexo masculino. Com a Queda do Japão (e, portanto, de Manchukuo) em 1945, Puyi fugiu da capital e acabou sendo capturado pelos soviéticos; ele foi extraditado para a República Popular da China em 1950. Após sua captura, ele nunca mais viu sua primeira esposa; ela morreu de fome em uma prisão chinesa em 1946.
Puyi foi réu nos Julgamentos de Tóquio e mais tarde foi preso e reeducado como criminoso de guerra por 10 anos. Após sua libertação em 1959, ele escreveu suas memórias (com a ajuda de um escritor fantasma) e tornou-se membro titular da Conferência Consultiva Política do Povo Chinês e do Congresso Nacional Popular da República Popular da China. O tempo que passou na prisão o mudou muito e ele expressou profundo pesar por suas ações enquanto era imperador. Ele morreu em 1967 e foi enterrado perto dos Túmulos Ocidentais de Qing, em um cemitério comercial.

## Imperador da China (1908–1912)

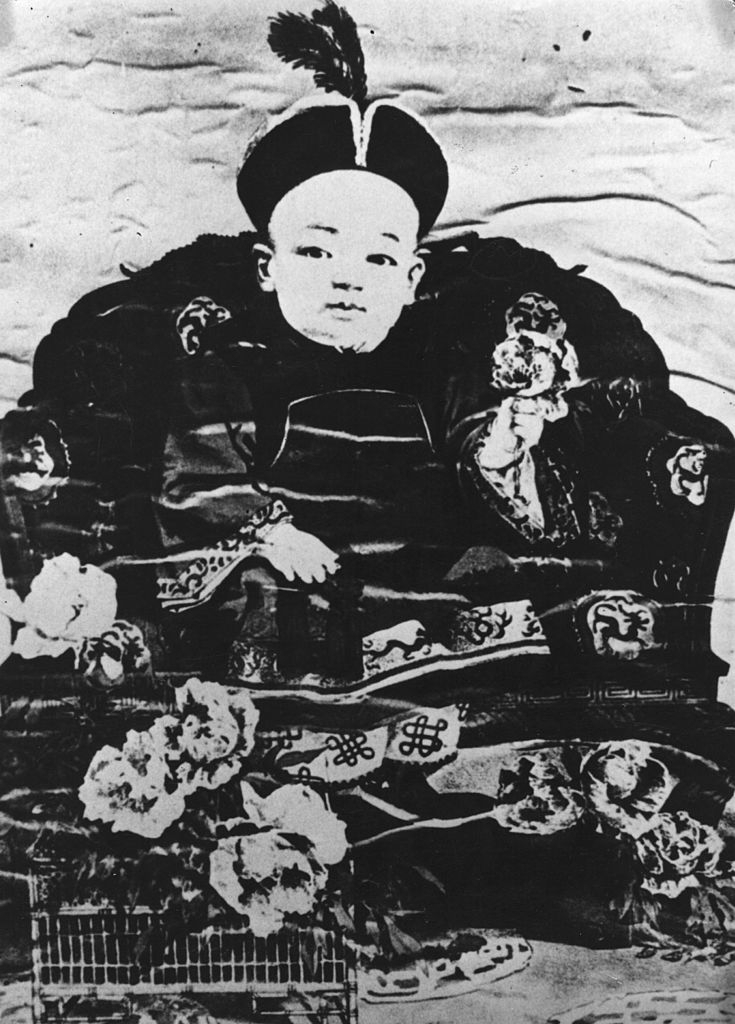
Retrato pintado de Puyi, 1908

Escolhido pela Imperatriz Viúva Cixi, Puyi tornou-se imperador aos 2 anos de idade e 10 meses em dezembro de 1908, depois que o Imperador Guangxu, meio-tio de Puyi, morreu sem filhos em 14 de novembro. Intitulado Imperador Xuantong (Wade-Giles: Imperador Hsuan-t'ung), a introdução de Puyi na vida de imperador começou quando funcionários do palácio chegaram à residência de sua família para levá-lo. Na noite de 13 de novembro, sem qualquer aviso prévio, uma procissão de eunucos e guardas liderados pelo camareiro do palácio deixou a Cidade Proibida em direção à Mansão do Norte para informar ao Príncipe Chun que estavam levando seu filho Puyi, de dois anos, para ser o novo imperador. O pequeno Puyi gritou e resistiu quando os oficiais ordenaram que os atendentes eunucos o pegassem. Os pais de Puyi não disseram nada quando souberam que estavam perdendo o filho. Enquanto Pu Yi chorava, gritando que não queria deixar seus pais, ele foi forçado a subir em um palanquim que o levou de volta à Cidade Proibida. A ama de leite de Puyi, Wang Lianshou, era a única pessoa da Mansão do Norte com permissão para ir com ele. Ao chegar à Cidade Proibida, Puyi foi levado para ver Cixi. Puyi escreveu mais tarde:
Ainda tenho uma vaga lembrança deste encontro, cujo choque deixou uma profunda impressão em minha memória. Lembro-me de me encontrar subitamente rodeado de estranhos, enquanto diante de mim estava pendurada uma cortina monótona através da qual eu podia ver um rosto emaciado e terrível e horrível. Esta era Cixi. Dizem que explodi em uivos altos ao ver isso e comecei a tremer incontrolavelmente. Cixi mandou alguém me dar uns doces, mas eu joguei no chão e gritei “quero babá, quero babá”, para seu grande desgosto. “Que criança travessa”, disse ela. "Leve-o para brincar."

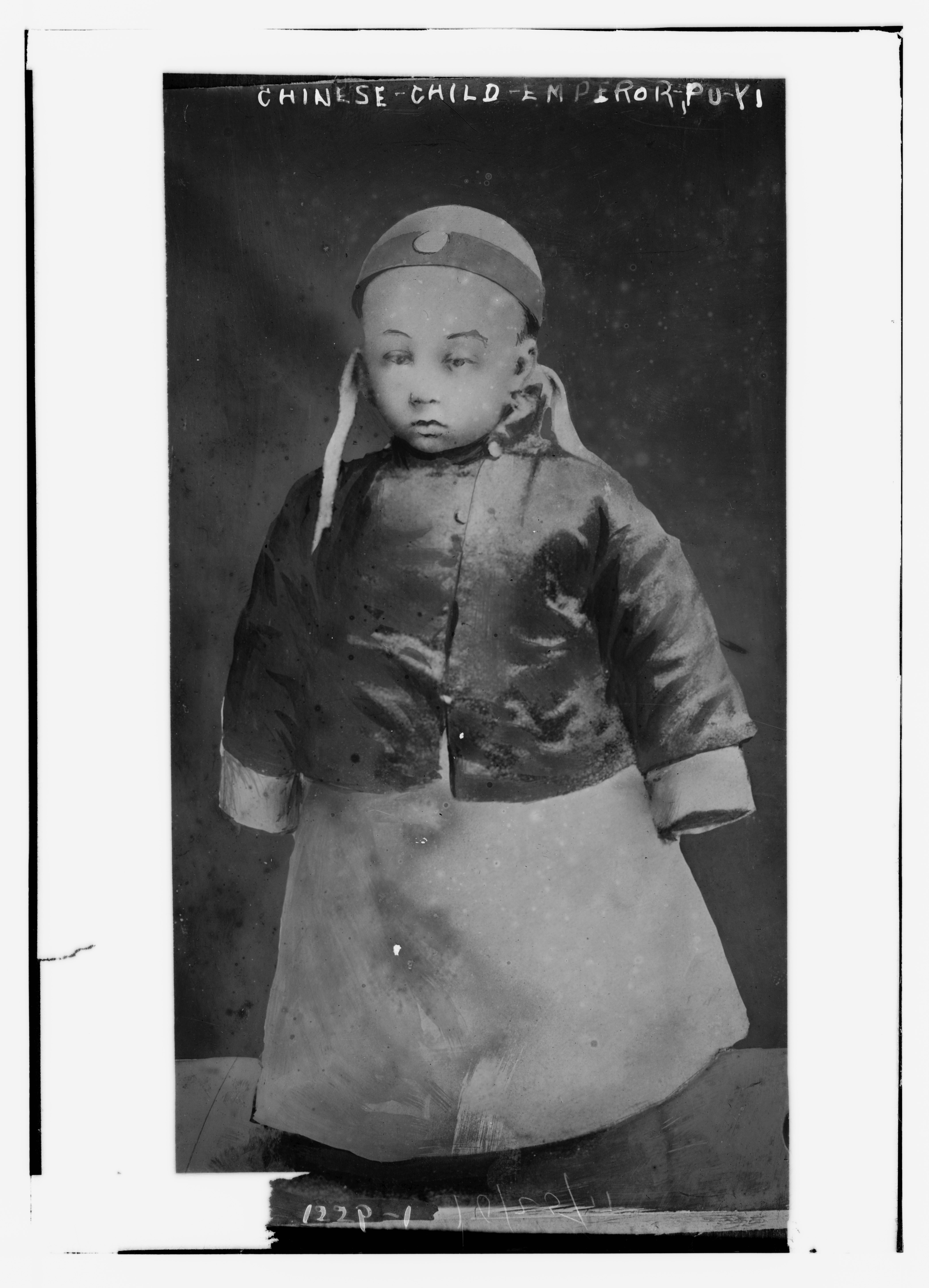
Puyi com 2 anos, 1908

Cixi morreu no dia 15 de novembro, menos de dois dias após a reunião. O pai de Puyi, Príncipe Chun, tornou-se Príncipe Regente (攝政王). Durante a coroação de Puyi no Salão da Harmonia Suprema em 2 de dezembro de 1908, o jovem imperador foi levado ao Trono do Dragão por seu pai. Pu Yi ficou assustado com a cena diante dele e com os sons ensurdecedores dos tambores cerimoniais e da música, e começou a chorar. Seu pai não pôde fazer nada a não ser confortá-lo silenciosamente: "Não chore, isso acabará logo". Puyi escreveu em sua autobiografia:
Dois dias depois de ter entrado no palácio, Cixi morreu e no dia 2 de Dezembro teve lugar a “Grande Cerimônia de Entronização”, cerimónia que arruinei com as minhas lágrimas.
Puyi não viu sua mãe biológica, a Princesa Consorte Chun, pelos sete anos seguintes. Ele desenvolveu um vínculo especial com Wang e a considerou a única pessoa que poderia controlá-lo. Ela foi mandada embora quando ele tinha oito anos. Depois que Puyi se casou, ele ocasionalmente a levava para a Cidade Proibida, e mais tarde para Manchukuo, para visitá-lo. Após o perdão especial do governo em 1959, ela visitou o filho adotivo e só então ele soube de seus sacrifícios pessoais para ser sua enfermeira. Crescendo quase sem nenhuma lembrança de uma época em que não era mimado e reverenciado, Puyi rapidamente se tornou mimado. Os adultos de sua vida, exceto Wang, eram todos estranhos, remotos, distantes e incapazes de discipliná-lo. Onde quer que ele fosse, homens adultos se ajoelhavam em uma reverência ritual, desviando os olhos até que ele passasse. Logo ele descobriu o poder absoluto que exercia sobre os eunucos e frequentemente os espancava por pequenas transgressões. Como imperador, todos os caprichos de Puyi foram atendidos enquanto ninguém lhe dizia não, tornando-o um menino sádico que adorava que seus eunucos fossem açoitados. O jornalista anglo-francês Edward Behr escreveu sobre o poder de Puyi como imperador da China, o que lhe permitiu disparar sua arma de ar comprimido contra quem quisesse:
O Imperador era Divino. Ele não poderia ser protestado ou punido. Ele só poderia ser aconselhado com deferência contra maltratar eunucos inocentes e, se decidisse disparar contra eles, essa seria sua prerrogativa. — Edward Behr
Puyi disse mais tarde: "Açoitar eunucos fazia parte de minha rotina diária. Minha crueldade e meu amor por exercer o poder já estavam firmemente estabelecidos para que a persuasão tivesse qualquer efeito sobre mim".

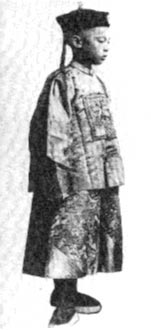
Imperador Pu Yi 1908

Wang era a única pessoa capaz de controlar Puyi; Certa vez, Pu Yi decidiu "recompensar" um eunuco por um show de marionetes bem feito, fazendo um bolo para ele com limalha de ferro, dizendo: "Quero ver como ele fica quando come". Com muita dificuldade, Wang dissuadiu Puyi desse plano.
Todos os dias, Pu Yi visitava cinco ex-concubinas imperiais, chamadas de "mães", para relatar seu progresso. Ele odiava suas "mães", até porque elas o impediam de ver sua mãe verdadeira até os 13 anos. Sua líder era a autocrática Imperatriz Viúva Longyu, que conspirou com sucesso para expulsar a amada ama de leite de Puyi, Wang, da Cidade Proibida quando ele tinha 8 anos, alegando que Puyi era velho demais para ser amamentado. Puyi odiava especialmente Longyu por isso. Puyi escreveu mais tarde: "Embora eu tivesse muitas mães, nunca conheci nenhum amor maternal." A imperatriz viúva Longyu governou com autoridade suprema sobre a corte imperial Qing e, embora não fosse a "regente" de jure, ela era a governante de facto do Império Qing.
Puyi teve uma educação confucionista padrão, aprendendo vários clássicos chineses e nada mais. Mais tarde, ele escreveu: "Não aprendi nada de matemática, muito menos ciências, e por muito tempo não tinha ideia de onde ficava Pequim". Quando Pu Yi tinha 13 anos, ele conheceu seus pais e irmãos, os quais tiveram que se prostrar diante dele enquanto ele se sentava no Trono do Dragão. A essa altura, ele havia esquecido a aparência de sua mãe. Tamanho foi o espanto que o imperador sentiu que seu irmão mais novo, Pujie, nunca ouviu seus pais se referirem a Puyi como "seu irmão mais velho", mas apenas como o imperador. Pujie disse a Behr que sua imagem de Puyi antes de conhecê-lo era a de "um venerável velho com barba. Não pude acreditar quando vi esse menino com vestes amarelas sentado solenemente no trono". Embora Pu Yi pudesse ver sua família, isso raramente acontecia e sempre sob as regras sufocantes da etiqueta imperial. A consequência foi que a relação do imperador com seus pais ficou distante e ele se viu mais apegado à sua enfermeira, a Srta. Wang (que o acompanhou até a Cidade Proibida). Mais tarde, Puyi passou a receber visitas de irmãos e primos, que deram um certo ar de normalidade à sua infância única.

### Eunucos e o Departamento Doméstico
Separado da família, Puyi viveu a infância em regime de virtual reclusão na Cidade Proibida, cercado por guardas, eunucos e outros servos que o tratavam como um deus. A educação do imperador foi uma mistura de mimos e maus-tratos, pois ele era obrigado a seguir todas as regras do rígido protocolo imperial chinês e era incapaz de se comportar como uma criança normal.
Os eunucos eram escravos virtuais que faziam todo o trabalho na Cidade Proibida, como cozinhar, cuidar do jardim, limpar, receber convidados e o trabalho burocrático necessário para governar um vasto império. Eles também serviram como conselheiros do imperador. A Cidade Proibida estava cheia de tesouros que os eunucos constantemente roubavam e vendiam no mercado negro. A tarefa do governo e de sustentar o imperador criou novas oportunidades de corrupção, nas quais praticamente todos os eunucos se envolveram.
Puyi nunca teve privacidade e teve todas as suas necessidades atendidas em todos os momentos, tendo eunucos abrindo portas para ele, vestindo-o, lavando-o e até soprando ar em sua sopa para esfriá-la. Nas refeições, Pu Yi era sempre presenteado com um enorme bufê contendo todos os pratos imagináveis, a grande maioria dos quais ele não comia, e todos os dias usava roupas novas, já que os imperadores chineses nunca reutilizavam suas roupas.
Após seu casamento, Pu Yi começou a assumir o controle do palácio. Ele descreveu "uma orgia de saques" que envolveu "todos, do mais alto ao mais baixo". Segundo Pu Yi, ao final da cerimônia de casamento, as pérolas e o jade da coroa da imperatriz foram roubados. Fechaduras foram quebradas e áreas saqueadas. O próximo plano de ação de Puyi era reformar o Departamento Doméstico. Neste período, ele trouxe mais pessoas de fora para substituir os oficiais aristocráticos tradicionais para melhorar a responsabilização. Ele nomeou Zheng Xiaoxu como ministro do Departamento Doméstico, e Zheng Xiaoxu contratou Tong Jixu, um ex-oficial da Força Aérea do Exército Beiyang, como seu chefe de gabinete para ajudar nas reformas. Mas no dia 27 Em junho de 1923, um incêndio destruiu a área ao redor do Palácio da Felicidade Instituída, justamente no momento em que o imperador ordenava a realização do inventário de um dos armazéns imperiais. Puyi suspeitou que foi um incêndio criminoso para encobrir o roubo. O imperador ouviu conversas entre os eunucos que o fizeram temer pela sua vida. Em resposta, um mês após o incêndio, expulsou os eunucos do palácio com o apoio dos militares republicanos. Os esforços de reforma não duraram muito antes de Puyi ser forçado a sair da Cidade Proibida por Feng Yuxiang.

### Abdicação
Em 10 de outubro de 1911, a guarnição do exército em Wuhan amotinou-se, provocando uma revolta generalizada no vale do rio Yangtze e além, exigindo a derrubada da dinastia Qing que governava a China desde 1644. O homem forte da China imperial tardia, o general Yuan Shikai, foi despachado pela corte para esmagar a revolução, mas não o conseguiu, pois em 1911 a opinião pública tinha-se virado decisivamente contra os Qing e muitos chineses não tinham vontade de lutar por uma dinastia que foi visto como tendo perdido o Mandato do Céu. O pai de Puyi, o Príncipe Chun, serviu como regente até 6 de dezembro, quando a Imperatriz Viúva Longyu assumiu o poder após a Revolução Xinhai.
A Imperatriz Viúva Longyu endossou o "Édito Imperial de Abdicação do Imperador Qing" (清帝退位詔書) em 12 de fevereiro de 1912 sob um acordo negociado por Yuan, agora primeiro-ministro, com a corte imperial em Pequim e os republicanos no sul da China. Puyi relembrou em sua autobiografia o encontro entre Longyu e Yuan:
A Imperatriz Viúva estava sentada em uma kang [plataforma] em uma sala lateral do Palácio, enxugando os olhos com um lenço enquanto um velho gordo [Yuan] se ajoelhava diante dela em uma almofada vermelha, com lágrimas escorrendo pelo rosto. Eu estava sentado à direita da viúva e me perguntava por que os dois adultos estavam chorando. Não havia ninguém na sala além de nós três e tudo estava muito silencioso; o gordo bufou enquanto falava e eu não conseguia entender o que ele estava dizendo... Este foi o momento em que Yuan levantou diretamente a questão da abdicação.

## Vida na Cidade Proibida (1912–1924)
De acordo com os "Artigos de Tratamento Favorável do Grande Imperador Qing após Sua Abdicação" (清帝退位優待條件), assinados com a nova República da China, Puyi manteria seu título imperial e seria tratado pelo governo da República com o protocolo anexado a um monarca estrangeiro. Puyi e a corte imperial foram autorizados a permanecer na metade norte da Cidade Proibida (os Apartamentos Privados), bem como no Palácio de Verão. Um robusto subsídio anual de quatro milhões de taéis de prata foi concedido pela República à casa imperial, embora nunca tenha sido totalmente pago e tenha sido abolido após apenas alguns anos. Puyi não foi informado em fevereiro de 1912 de que seu reinado havia terminado e a China era agora uma república, e continuou a acreditar que ainda era imperador por algum tempo. Em 1913, quando a imperatriz viúva Longyu morreu, o presidente Yuan chegou à Cidade Proibida para prestar suas homenagens, o que os tutores de Puyi lhe disseram que significava que grandes mudanças estavam em andamento.
Puyi logo descobriu que as verdadeiras razões para os Artigos de Acordo Favorável eram que o Presidente Yuan estava planejando restaurar a monarquia sendo ele mesmo o imperador de uma nova dinastia, e queria ter Puyi como uma espécie de guardião da Cidade Proibida até que pudesse mude-se. Puyi soube dos planos de Yuan de se tornar imperador quando trouxe bandas do exército para fazer uma serenata sempre que ele fazia uma refeição, e começou uma tomada decididamente imperial da presidência. Puyi passou horas olhando para o Palácio Presidencial em frente à Cidade Proibida e amaldiçoava Yuan sempre que o via entrar e sair em seu automóvel. Puyi odiava Yuan como um "traidor" e decidiu sabotar seus planos de se tornar imperador, escondendo os Selos Imperiais, apenas para ser informado por seus tutores que ele simplesmente faria novos. Em 1915, Yuan proclamou-se imperador e planejava casar sua filha com Puyi, mas teve que abdicar diante da oposição popular.

### Breve restauração (1917)
Em 1917, o senhor da guerra Zhang Xun restaurou Puyi ao trono de 1 a 12 de julho. Zhang Xun ordenou que seu exército mantivesse os rabichos para demonstrar lealdade ao imperador. No entanto, o então primeiro-ministro da República da China, Duan Qirui, ordenou que um avião Caudron Tipo D, pilotado por Pan Shizhong (潘世忠) com o bombardeiro Du Yuyuan (杜裕源) do aeródromo de Nanyuan, lançasse três bombas sobre a Cidade Proibida como uma demonstração de força. contra Zhang Xun, causando a morte de um eunuco, mas infligindo danos menores. Este é o primeiro bombardeio aéreo registrado por uma Força Aérea Chinesa, e a restauração falhou devido à extensa oposição em toda a China.

### Sir Reginald Johnston
…Na época em que a China era chamada de república e a humanidade avançava para o século XX, eu ainda vivia como imperador, respirando a poeira do século XIX.

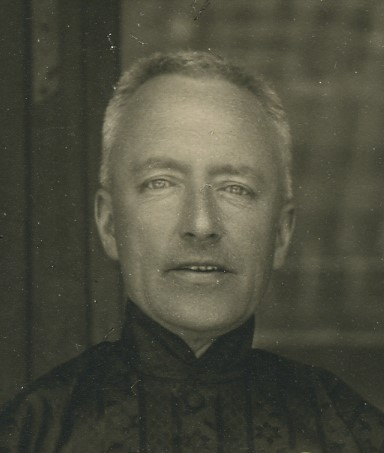
Tutor de Puyi, Sir Reginald Johnston

Sir Reginald Johnston, um respeitado estudioso e diplomata britânico de Edimburgo, Escócia, chegou à Cidade Proibida como tutor de Puyi em 3 de março de 1919. O presidente Xu Shichang acreditava que a monarquia acabaria sendo restaurada e, para preparar Puyi para os desafios do mundo moderno, contratou Johnston para ensinar a Puyi "matérias como ciência política, história constitucional e inglês". Johnston teve permissão para ler apenas cinco textos em inglês: Alice no País das Maravilhas e traduções para o inglês dos "Quatro Grandes Livros" do Confucionismo; os Analectos, o Mêncio, o Grande Saber e a Doutrina da Média. Mas ele desrespeitou as regras e ensinou Puyi sobre a história mundial, com foco especial na história britânica. Além de história, Johnston ensinou filosofia a Puyi e sobre o que considerava a superioridade das monarquias sobre as repúblicas. Puyi lembrou que os penetrantes olhos azuis de seu tutor "me deixavam inquieto... eu o achava muito intimidante e estudava inglês com ele como um bom menino, não ousando falar de outras coisas quando ficava entediado... como fazia com meu outros tutores chineses".

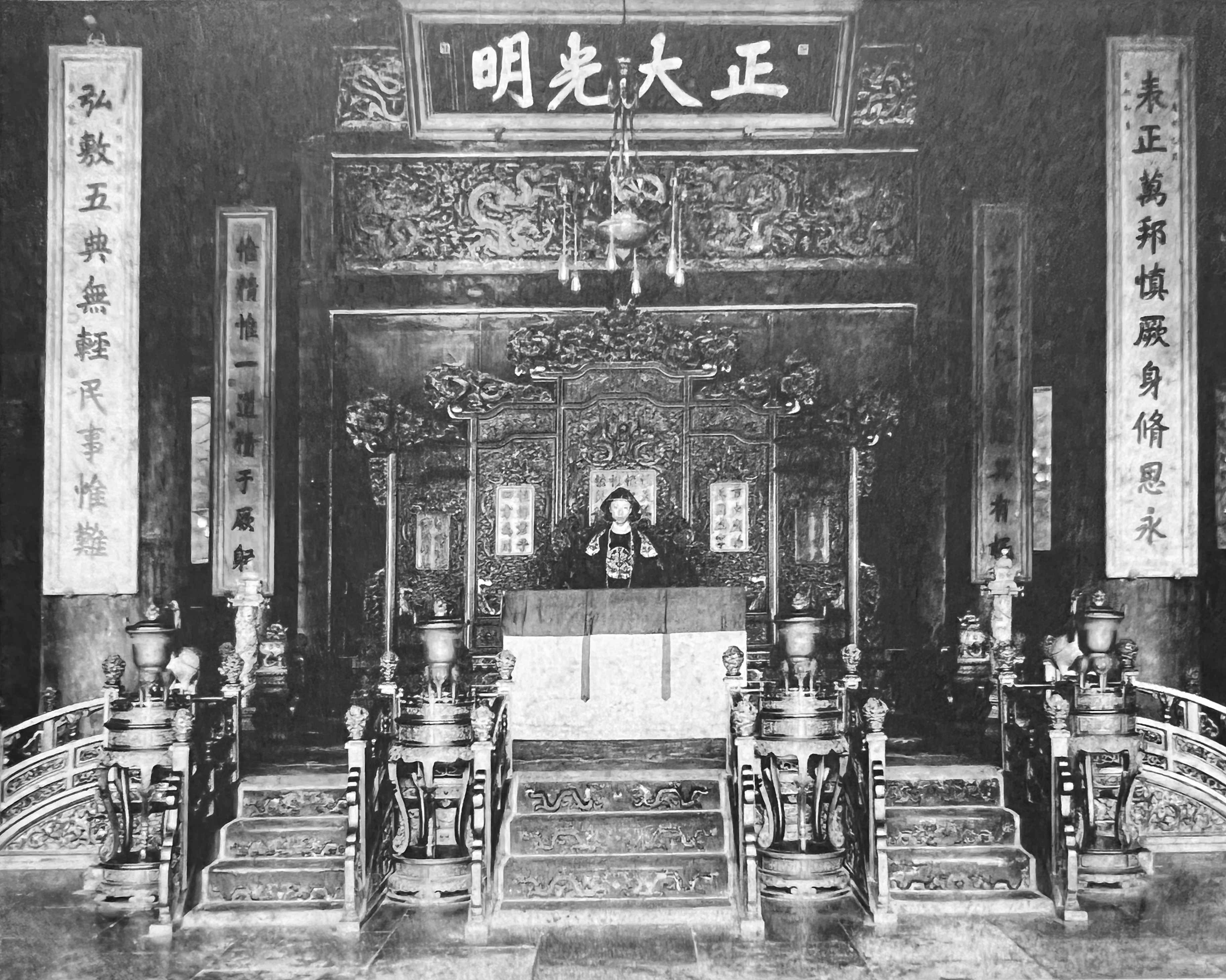
Imperador titular Puyi na Cidade Proibida

Como a única pessoa capaz de controlar Puyi, Johnston tinha muito mais influência do que seu título de tutor inglês poderia sugerir, já que os eunucos começaram a confiar nele para afastar Puyi de seus humores mais caprichosos. Sob a influência do escocês, Puyi começou a insistir que seus eunucos o tratassem como "Henry" e mais tarde sua esposa Wanrong como "Elizabeth", já que Puyi começou a falar "Chinglish", uma mistura de mandarim e inglês que se tornou seu modo preferido de falar. Puyi relembrou Johnston: "Achei que tudo nele era de primeira classe. Ele me fez sentir que os ocidentais eram as pessoas mais inteligentes e civilizadas do mundo e que ele era o mais culto dos ocidentais" e que "Johnston havia se tornado o principal parte da minha alma". Em maio de 1919, Puyi percebeu os protestos em Pequim gerados pelo movimento de 4 de maio, enquanto milhares de estudantes universitários chineses protestavam contra a decisão das grandes potências na conferência de paz de Paris de conceder as antigas concessões alemãs na província de Xantum juntamente com a ex-colônia alemã de Qingdao para o Japão. Para Puyi, o movimento de 4 de maio, sobre o qual ele perguntou a Johnston, foi uma revelação, pois marcou a primeira vez em sua vida que ele percebeu que as pessoas fora da Cidade Proibida tinham preocupações que não eram sobre ele. Após a primeira entrevista com o imperador, o académico britânico registou as suas impressões num relatório dirigido às autoridades britânicas; neste documento Johnston menciona:
Ele parece ser fisicamente robusto e bem desenvolvido para sua idade. É um rapaz muito “humano”, com vivacidade, inteligência e um sentido de humor entusiasmado. Além disso, tem excelentes maneiras e é totalmente isento de arrogância [...] Embora o imperador ainda não pareça ter sido mimado, pela bobagem e pela futilidade que o cerca, temo que não haja esperança de que ele saia ileso do perigos morais ao longo dos próximos anos de sua vida (anos necessariamente muito críticos para um menino no início da adolescência), a menos que ele possa ser afastado da influência das hordas de eunucos e outros funcionários inúteis que são agora quase seus únicos companheiros. Estou inclinado a pensar que a melhor ação a tomar no interesse do próprio menino seria retirá-lo da atmosfera prejudicial da “Cidade Proibida” e mandá-lo para o Palácio de Verão. Lá lhe seria possível viver uma vida muito menos artificial e mais feliz do que consegue nas condições atuais...

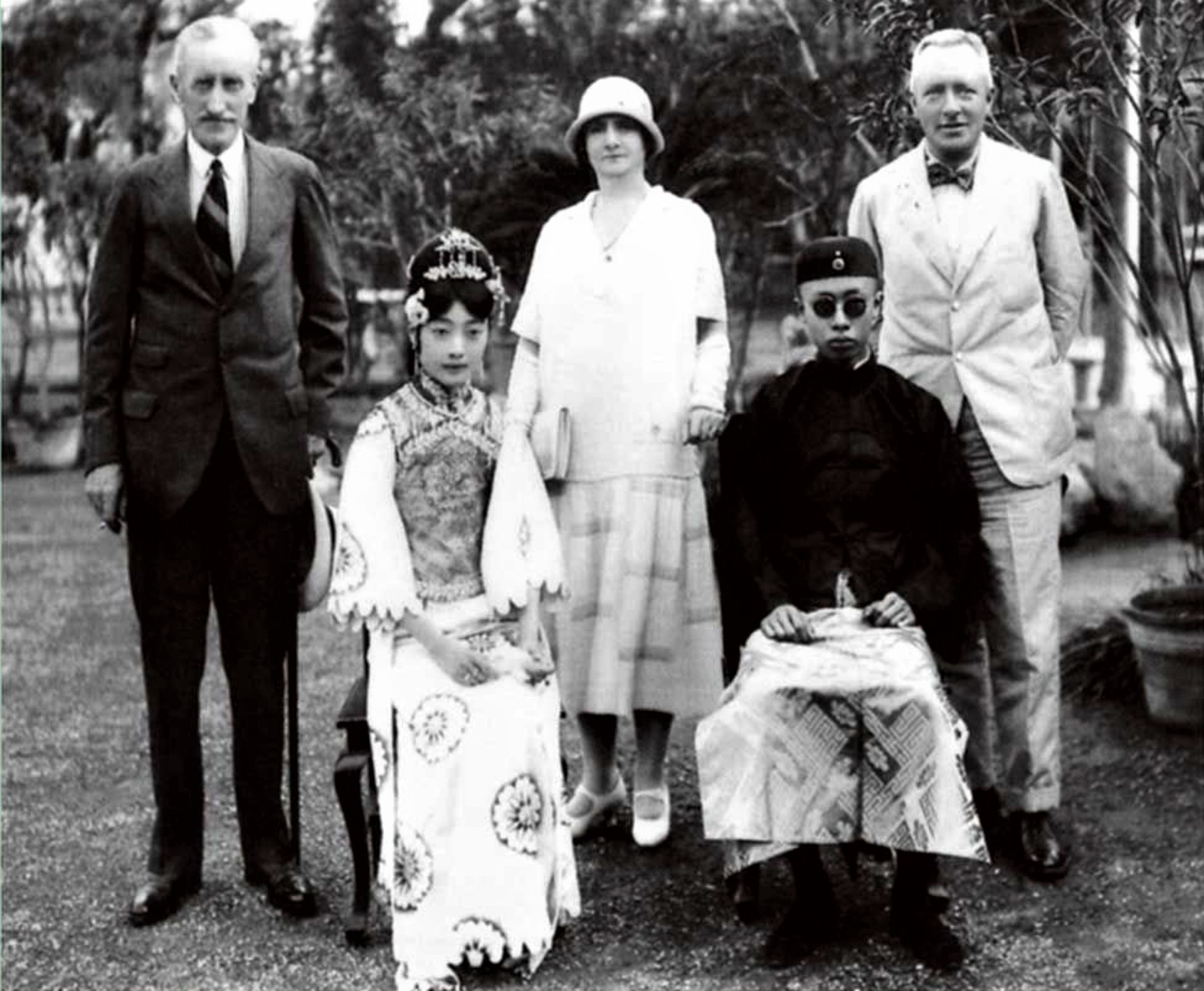
Puyi no Jardim Zhang com Wanrong e Johnston

Puyi não falava manchu; ele só conhecia uma única palavra na língua, yili ("levantar-se"). Apesar de estudar Manchu durante anos, ele admitiu que foi sua “pior” matéria entre todas as que estudou. Segundo o jornalista Syed Mohammad Ali, Puyi falava mandarim quando entrevistado, mas Ali acreditava que conseguia entender inglês. Johnston também apresentou a Puyi a nova tecnologia do cinema, e Puyi ficou tão encantado com os filmes, especialmente os filmes de Harold Lloyd, que instalou um projetor de filmes na Cidade Proibida, apesar da oposição dos eunucos. Johnston também foi o primeiro a argumentar que Puyi precisava de óculos já que havia desenvolvido miopia, pois era extremamente míope, e depois de muita discussão com o príncipe Chun, que achava isso indigno para um imperador, finalmente prevaleceu. Johnston, que falava mandarim fluentemente, acompanhou de perto a cena intelectual na China e apresentou a Puyi os livros e revistas chineses do "novo estilo", que inspiraram tanto Puyi que ele escreveu vários poemas que foram publicados anonimamente em publicações da "Nova China". Em 1922, Johnston fez com que seu amigo, o escritor Hu Shi, visitasse a Cidade Proibida para ensinar Puyi sobre os desenvolvimentos recentes na literatura chinesa. Sob a influência de Johnston, Puyi abraçou a bicicleta como forma de se exercitar, cortou o rabicho e deixou crescer os cabelos, e quis ir estudar em Oxford, a alma mater de Johnston. Johnston também apresentou o telefone a Puyi, no qual Puyi logo se viciou, ligando aleatoriamente para pessoas em Pequim apenas para ouvir suas vozes do outro lado da linha. Johnston também pressionou Puyi a reduzir o desperdício e a extravagância na Cidade Proibida e encorajou-o a ser mais autossuficiente.

### Casamento

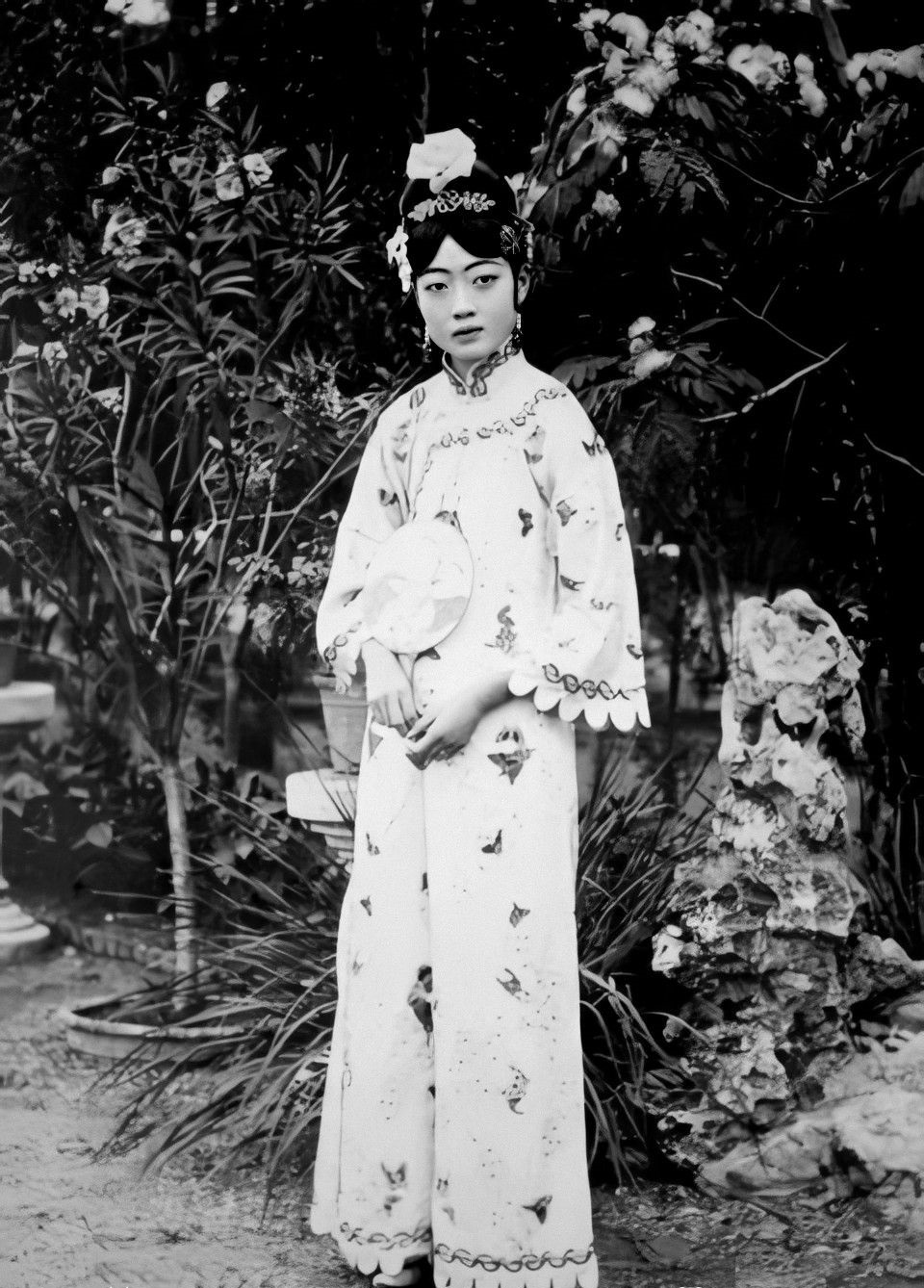
Gobulo Wanrong, esposa de Puyi e Imperatriz da China

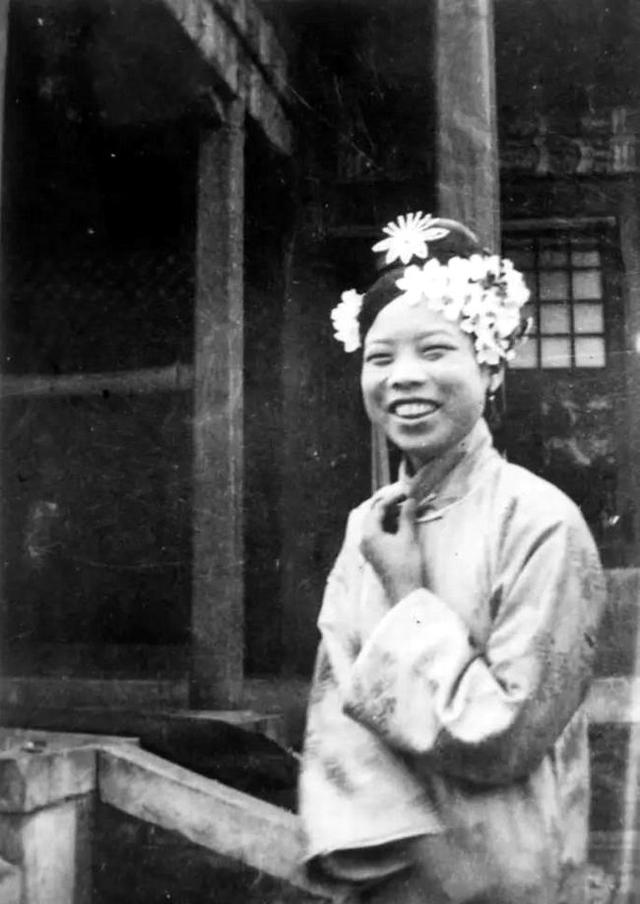
Consorte secundária Wenxiu

Em março de 1922, as viúvas consortes decidiram que Puyi deveria se casar e deram-lhe uma seleção de fotos de adolescentes aristocráticas para escolher. Puyi primeiro escolheu Erdet Wenxiu como esposa, mas foi informado de que ela só era aceitável como concubina, então ele teria que escolher novamente. Puyi afirmou mais tarde que os rostos eram pequenos demais para serem distinguidos. Puyi então escolheu Gobulo Wanrong, filha de um dos aristocratas mais ricos da Manchúria, que havia sido educada em inglês por missionários americanos em Tianjin, que era considerada uma imperatriz aceitável pelas consortes viúvas. Em 15 de março de 1922, o noivado de Puyi e Wanrong foi anunciado nos jornais. Em 17 de março, Wanrong pegou o trem para Pequim e, em 6 de abril, Puyi foi ao santuário da família Qing para informar seus ancestrais que se casaria com ela ainda naquele ano. Pu Yi não conheceu Wanrong até o casamento.
Em uma entrevista em 1986, o Príncipe Pujie disse a Behr: "Puyi falava constantemente sobre ir para a Inglaterra e se tornar um estudante de Oxford, como Johnston." Em 4 de junho de 1922, Pu Yi tentou escapar da Cidade Proibida e planejou emitir uma carta aberta ao "povo da China" renunciando ao título de Imperador antes de partir para Oxford. A tentativa de fuga falhou quando Johnston a vetou e se recusou a chamar um táxi, e Puyi ficou com muito medo de viver sozinho nas ruas de Pequim. Pujie disse sobre a tentativa de fuga de Puyi: "A decisão de Puyi não teve nada a ver com o casamento iminente. Ele se sentiu confinado e queria sair." Johnston mais tarde relatou seu tempo como tutor de Puyi entre 1919 e 1924 em seu livro de 1934, Crepúsculo na Cidade Proibida, uma das principais fontes de informação sobre a vida de Puyi neste período. Embora Behr tenha advertido que Johnston pintou um quadro idealizado de Puyi, evitando qualquer menção à sexualidade de Puyi, capacidade acadêmica meramente média, mudanças erráticas de humor e flagelação de eunucos. Pujie contou a Behr sobre o humor de Puyi: "Quando ele estava de bom humor, tudo estava bem e ele era um companheiro encantador. Se algo o perturbasse, seu lado negro emergiria''. Em 21 de outubro de 1922, o casamento de Puyi com a Princesa Wanrong começou com os "presentes de noivado" de 18 ovelhas, 2 cavalos, 40 pedaços de cetim e 80 rolos de tecido marcharam da Cidade Proibida até a casa de Wanrong, acompanhados por músicos da corte e cavalaria. Seguindo as tradições Manchu, onde os casamentos eram realizados sob o luar para dar sorte, uma enorme procissão de guardas do palácio, eunucos e músicos carregou a Princesa Wanrong em uma liteira vermelha chamada Cadeira Fênix dentro da Cidade Proibida, onde Puyi sentou-se no Trono do Dragão. Mais tarde, Wanrong curvou-se diante dele seis vezes em seus aposentos para simbolizar sua submissão ao marido enquanto o decreto de seu casamento era lido.
Wanrong usava uma máscara de acordo com a tradição chinesa e Puyi, que nada sabia de mulheres, lembrou: "Mal pensava em casamento e família. Foi só quando a Imperatriz entrou no meu campo de visão com um pano de cetim carmesim bordado com um dragão e uma fênix sobre sua cabeça que me deixou curioso para saber como ela era." Após a conclusão do casamento, Puyi, Wanrong e sua consorte secundária Wenxiu (com quem ele se casou na mesma noite) foram para o Palácio da Tranquilidade Terrestre, onde tudo era vermelho - a cor do amor e do sexo na China - e onde os imperadores tradicionalmente consumavam seus casamentos. Pu Yi, que era sexualmente inexperiente e tímido, fugiu da câmara nupcial, deixando suas esposas dormindo sozinhas na Cama do Dragão. Sobre o fracasso de Puyi em consumar seu casamento na noite de núpcias, Behr escreveu:
Talvez fosse demais esperar que um adolescente, permanentemente rodeado de eunucos, demonstrasse a maturidade sexual de um jovem normal de dezessete anos. Nem as consortes viúvas nem o próprio Johnston lhe deram qualquer conselho sobre questões sexuais – este tipo de coisa simplesmente não era feito, no que dizia respeito aos imperadores: teria sido uma terrível violação do protocolo. Mas permanece o fato de que um adolescente totalmente inexperiente e superprotegido, se fosse normal, dificilmente deixaria de ser despertado pela beleza incomum e sensual de Wan Jung [Wanrong]. A inferência é, claro, que Pu Yi era impotente, extraordinariamente imaturo sexualmente ou já estava ciente de suas tendências homossexuais.
O irmão mais novo de Wanrong, Rong Qi, lembrou como Puyi e Wanrong, ambos adolescentes, adoravam correr de bicicleta pela Cidade Proibida, forçando os eunucos a saírem do caminho, e disse a Behr em uma entrevista: "Houve muitas risadas, ela e Puyi parecia se dar bem, eles eram como crianças juntos". Em 1986, Behr entrevistou um dos dois eunucos sobreviventes de Puyi, um homem de 85 anos que estava relutante em responder às perguntas feitas a ele, mas finalmente disse sobre o relacionamento de Puyi com Wanrong: "O Imperador viria para a cerimônia nupcial apartamentos uma vez a cada três meses e passar a noite lá ... Ele saiu de manhã cedo no dia seguinte e durante o resto do dia estaria invariavelmente com um temperamento muito sujo. Um eunuco que serviu na Cidade Proibida como servo pessoal de Wanrong escreveu mais tarde em suas memórias que havia um boato entre os eunucos de que Puyi era gay, observando uma situação estranha em que Puyi lhe pediu para ficar dentro do quarto de Wanrong enquanto Puyi a apalpou. Outro eunuco afirmou que Puyi preferia a ''via terrestre'' dos eunucos à ''via fluvial'' da Imperatriz, o que implica que ele era gay.
Puyi raramente saía da Cidade Proibida, não sabia nada sobre a vida do povo chinês comum e foi um tanto enganado por Johnston, que lhe disse que a grande maioria dos chineses queria uma restauração Qing. Johnston, um estudioso sinófilo e um conservador romântico com uma preferência instintiva por monarquias, acreditava que a China precisava de um autocrata benevolente para guiar o país adiante. Ele era tradicionalista o suficiente para respeitar o fato de que todos os grandes eventos na Cidade Proibida eram determinados pelos astrólogos da corte. Johnston menosprezou a elite republicana chinesa superficialmente ocidentalizada, que se vestia com cartolas, sobrecasacas e ternos de negócios, como sendo inautenticamente chineses, e elogiou a Puyi os estudiosos confucionistas com suas vestes tradicionais como aqueles que eram autenticamente chineses.
Como parte de um esforço para reprimir a corrupção dos eunucos, inspirado por Johnston, Puyi ordenou um inventário dos tesouros da Cidade Proibida. O Salão da Felicidade Estabelecida foi incendiado na noite de 26 de junho de 1923, enquanto os eunucos tentavam encobrir a extensão do seu roubo. Johnston relatou que no dia seguinte "encontrou o Imperador e a Imperatriz parados sobre uma pilha de madeira carbonizada, contemplando tristemente o espetáculo". Os tesouros relatados como perdidos no incêndio incluíam 2.685 estátuas douradas de Buda, 1 675 ornamentos de altar de ouro, 435 antiguidades de porcelana e 31 caixas de peles de zibelina, embora seja provável que a maioria, senão todas, tenham sido vendidas no mercado negro antes do incêndio.
Pu Yi finalmente decidiu expulsar todos os eunucos da Cidade Proibida para acabar com o problema do roubo, apenas concordando em manter 50 depois que as Consortes Viúvas reclamaram que não poderiam funcionar sem eles. Pu Yi transformou o terreno onde antes ficava o Salão da Harmonia Suprema em uma quadra de tênis, pois ele e Wanrong adoravam jogar. O irmão de Wanrong, Rong Qi, relembrou: "Mas depois que os eunucos partiram, muitos dos palácios dentro da Cidade Proibida foram fechados e o lugar assumiu um ar desolado e abandonado". Após o grande terremoto de Kantō em 1 de setembro de 1923 destruiu as cidades de Tóquio e Yokohama, Puyi doou antiguidades de jade no valor de cerca de £ 33 000 para pagar ajuda humanitária, o que levou uma delegação de diplomatas japoneses a visitar a Cidade Proibida para expressar seus agradecimentos. No relatório sobre a visita, os diplomatas observaram que Puyi era altamente vaidoso e maleável, podendo ser usado pelo Japão, o que marcou o início do interesse japonês por Puyi.

## Expulsão da Cidade Proibida (1924)

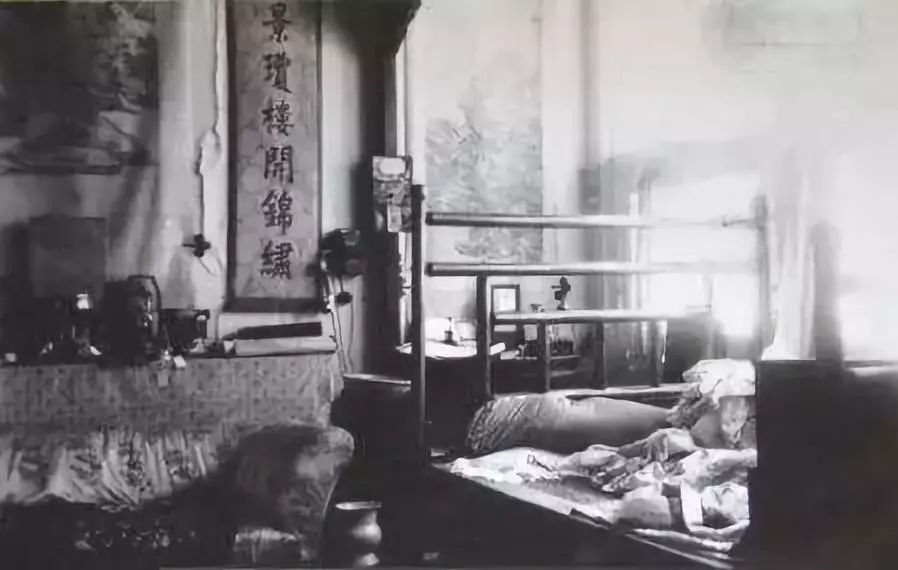
Uma foto tirada do quarto de Puyi na Cidade Proibida logo após ser expulso

Em 23 de outubro de 1924, um golpe liderado pelo senhor da guerra Feng Yuxiang assumiu o controle de Pequim. Feng, o último dos senhores da guerra a tomar Pequim, procurava legitimidade e decidiu que a abolição dos impopulares Artigos de Acordo Favorável era uma forma fácil de obter a aprovação da multidão. Feng revisou unilateralmente os "Artigos de Tratamento Favorável" em 5 de novembro de 1924, abolindo o título e privilégios imperiais de Puyi e reduzindo-o a um cidadão particular da República da China. Puyi foi expulso da Cidade Proibida no mesmo dia. Ele teve três horas para sair. Ele passou alguns dias na casa de seu pai, o príncipe Chun, e depois residiu temporariamente na embaixada japonesa em Pequim. Puyi deixou a casa de seu pai junto com Johnston e seu servo-chefe, Big Li, sem informar os servos do príncipe Chun, escapou de seus seguidores e foi para a legação japonesa. Puyi originalmente queria ir para a Legação Britânica, mas o japonófilo Johnston insistiu que estaria mais seguro com os japoneses. Para Johnston, o sistema em que o povo japonês adorava o seu imperador como um deus vivo estava muito mais próximo do seu ideal do que a monarquia constitucional britânica, e ele constantemente conduzia Puyi numa direção pró-japonesa. No entanto, Johnston tentou fazer com que a legação diplomática britânica em Pequim hospedasse Puyi e, embora as autoridades britânicas não estivessem muito interessadas em receber o antigo imperador, o representante britânico acabou por dar o seu consentimento a Johnston. No entanto, Johnston descobriu mais tarde que Puyi - tendo em conta a situação e que Johnston não regressava dos seus esforços - tinha refugiado-se na legação japonesa após ser aconselhado por Zheng Xiaoxu.  Yoshizawa, um diplomata japonês, deu cumprimentos do governo japonês a Puyi, dizendo: ''Nosso governo reconheceu formalmente o refúgio de Vossa Majestade em nossa legação e fornecerá proteção para você. '' O conselheiro de Puyi, Lu Zongyu, que trabalhava secretamente para os japoneses, sugeriu que Puyi se mudasse para Tianjin, que ele argumentou ser mais seguro do que Pequim, embora a verdadeira razão fosse que os japoneses achavam que Puyi seria mais fácil de controlar em Tianjin sem o constrangimento de tê-lo morando na Legação Japonesa, o que prejudicava as relações com a China. Em 23 de fevereiro de 1925, Puyi deixou Pequim e foi para Tianjin vestindo um vestido chinês simples e solidéu, pois tinha medo de ser roubado no trem. Puyi descreveu sua viagem de trem para Tianjin, dizendo: '' Em cada parada entre Pequim e Tianjin, vários policiais e agentes especiais japoneses em ternos pretos embarcavam no trem para que, quando chegássemos a Tianjin, meu carro especial estivesse quase metade ocupado por eles.''

## Residência em Tianjin (1925–1931)

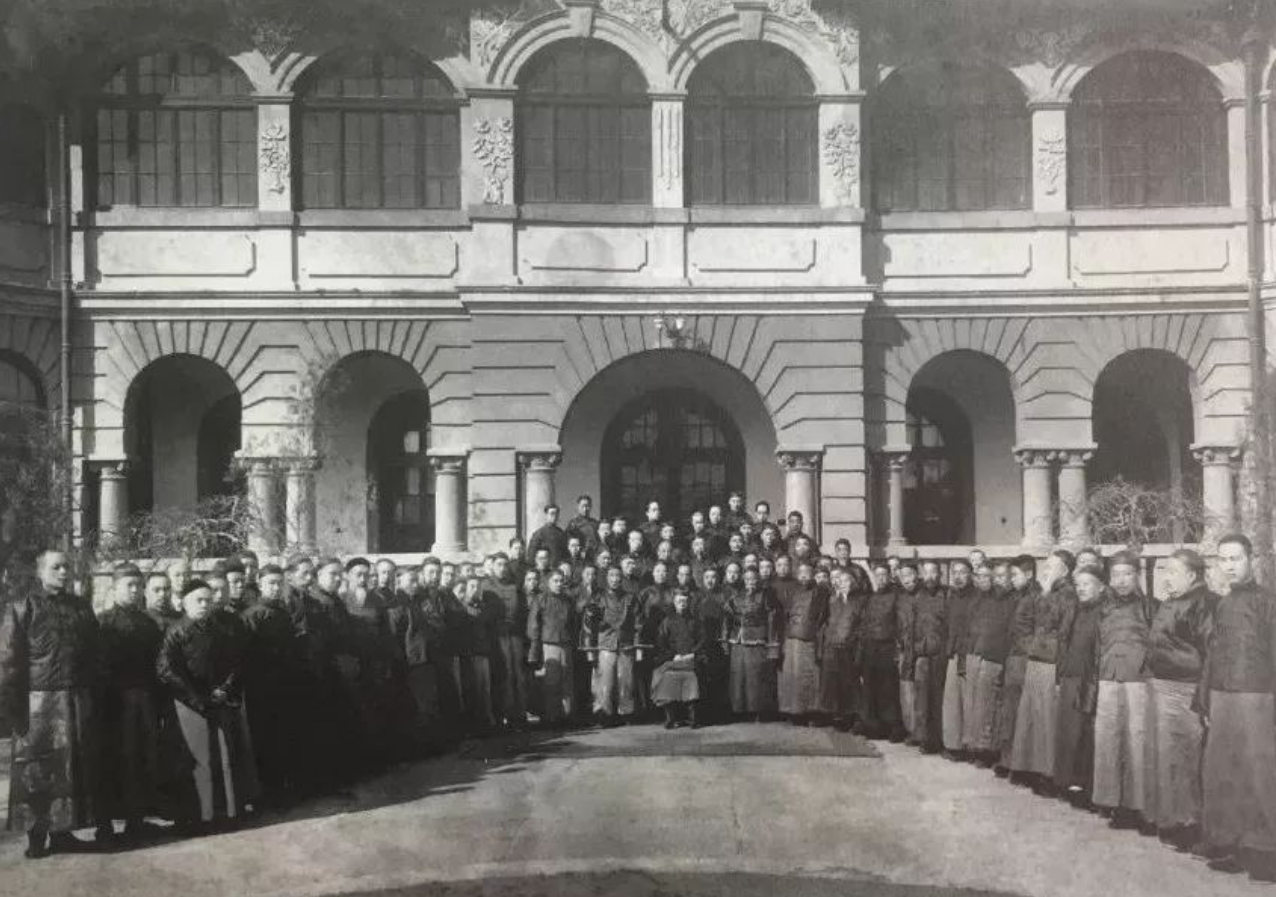
Puyi no Jardim da Serenidade (靜園), como era no final dos anos 1920 e início dos anos 1930

Em fevereiro de 1925, Puyi mudou-se para a Concessão Japonesa de Tianjin, primeiro para o Jardim Chang (張園), e em 1929 para a antiga residência de Lu Zongyu conhecida como Jardim da Serenidade (chinês tradicional: 靜園, chinês simplificado: 静园, pinyin: jìng yuán). Um jornalista britânico, Henry Woodhead, chamou a corte de Puyi de "paraíso canino", já que tanto Puyi quanto Wanrong eram amantes de cães e possuíam vários cães muito mimados, enquanto os cortesãos de Puyi passavam muito tempo brigando entre si. Woodhead afirmou que as únicas pessoas que pareciam se dar bem na corte de Puyi eram Wanrong e Wenxiu, que eram "como irmãs". Tianjin era, depois de Xangai, a cidade chinesa mais cosmopolita, com grandes comunidades britânicas, francesas, alemãs, russas e japonesas. Como imperador, Pu Yi foi autorizado a ingressar em vários clubes sociais que normalmente só admitiam brancos. Durante este período, Puyi e seus conselheiros Chen Baochen, Zheng Xiaoxu e Luo Zhenyu discutiram planos para restaurar Puyi como imperador. Zheng e Luo eram a favor de obter ajuda de entidades externas, enquanto Chen se opunha à ideia. Em junho de 1925, o senhor da guerra Zhang Zuolin visitou Tianjin para conhecer Puyi. O "Velho Marechal" Zhang, um ex-bandido analfabeto, governava a Manchúria, uma região igual em tamanho à Alemanha e à França juntas, que tinha uma população de 30 milhões e era a região mais industrializada da China. Zhang fez uma reverência a Puyi em sua reunião e prometeu restaurar a Casa de Qing se Puyi fizesse uma grande doação financeira ao seu exército. Zhang alertou Puyi de uma "maneira indireta" para não confiar em seus amigos japoneses. Zhang lutou a soldo dos japoneses, mas a essa altura suas relações com o Exército Kwantung estavam ficando tensas. Em junho de 1927, Zhang capturou Pequim e Behr observou que se Puyi tivesse tido mais coragem e retornado a Pequim, ele poderia ter sido restaurado ao Trono do Dragão. Notou-se que Puyi disse em um artigo de 1927 no The Illustrated London News que “nunca desejo ser imperador novamente”.
A corte de Puyi era propensa ao partidarismo e seus conselheiros instavam-no a apoiar diferentes senhores da guerra, o que lhe deu uma reputação de duplicidade enquanto negociava com vários senhores da guerra, o que prejudicou suas relações com o marechal Zhang. Em vários momentos, Puyi conheceu o General Zhang Zongchang, o "General Dogmeat", e o emigrado russo General Grigory Semyonov em sua casa em Tianjin; ambos prometeram restaurá-lo ao Trono do Dragão se ele lhes desse dinheiro suficiente, e ambos ficaram com todo o dinheiro que ele lhes deu para si. Puyi lembrou-se de Zhang como "um monstro universalmente detestado" com um rosto inchado e "tingido com o tom lívido induzido pelo fumo de ópio". Semyonov, em particular, provou ser um vigarista talentoso, alegando como ataman ter vários exércitos cossacos sob seu comando, ter 300 milhões de rublos no banco e ser apoiado por bancos americanos, britânicos e japoneses em seus planos para restaurar tanto a Casa de Qing na China como a Casa de Romanov na Rússia. Puyi concedeu a Semyonov um empréstimo de 5 000 libras esterlinas, que Semyonov nunca reembolsou. Outro visitante do Jardim da Serenidade foi o general Kenji Doihara, um oficial do exército japonês fluente em mandarim e um homem de grande charme que manipulou Puyi através de bajulação, dizendo-lhe que um grande homem como ele deveria ir conquistar a Manchúria e então, apenas como fizeram seus ancestrais Qing no século XVII, usar a Manchúria como base para conquistar a China.

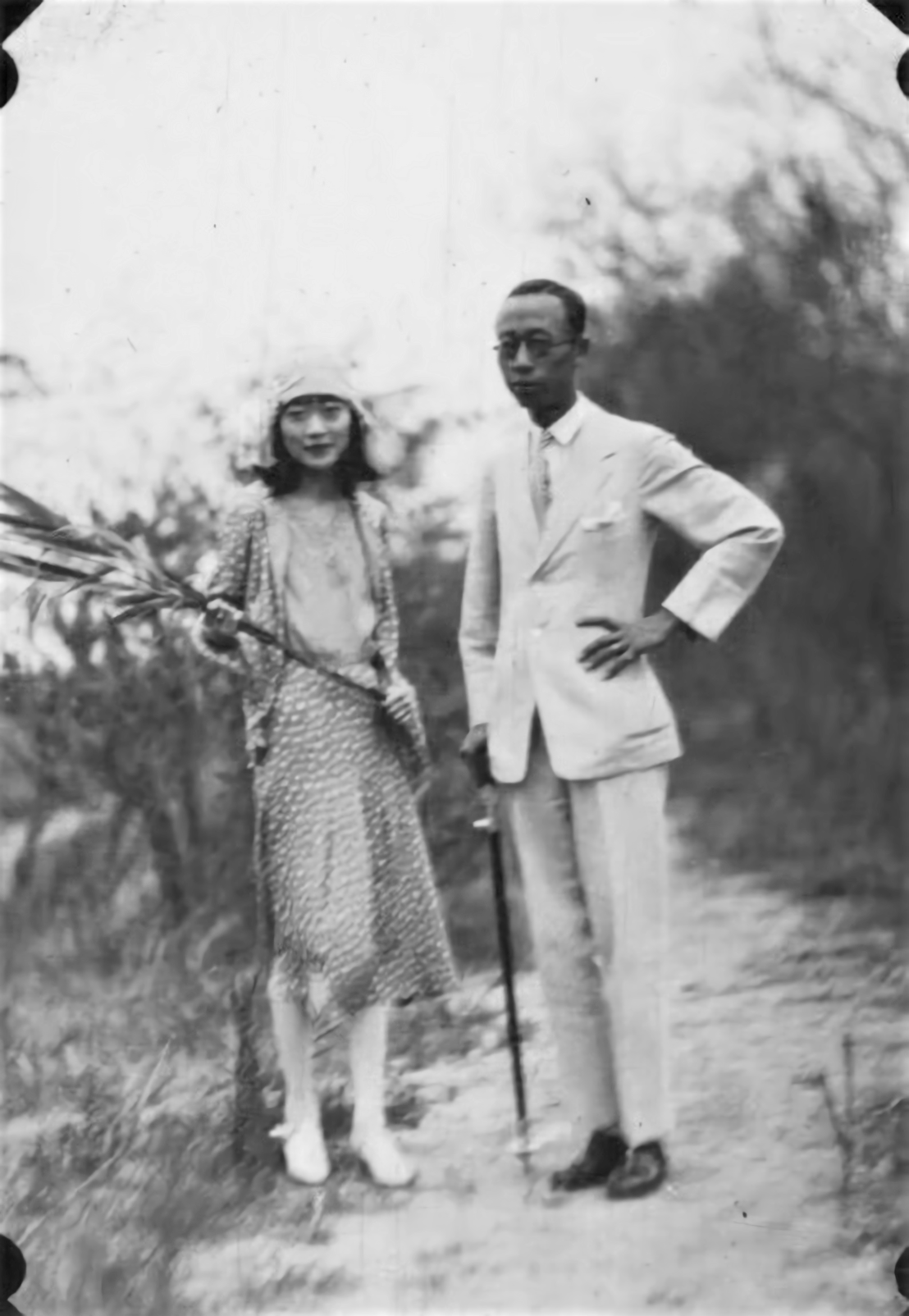
Puyi, retratado com Wanrong

Em 1928, durante a Grande Expedição do Norte para reunificar a China, as tropas saquearam os túmulos Qing fora de Pequim depois que o Kuomintang e seus aliados tomaram Pequim do exército de Zhang, que recuou para a Manchúria. A notícia de que os túmulos Qing foram saqueados e o cadáver da imperatriz viúva Cixi foi profanado ofendeu muito Puyi, que nunca perdoou o Kuomintang e responsabilizou pessoalmente Chiang Kai-shek; a demissão também mostrou sua impotência. Durante sua estada em Tianjin, Puyi foi cercado por visitantes que lhe pediam dinheiro, incluindo vários membros da vasta família Qing, antigos vassalos manchus, jornalistas preparados para escrever artigos pedindo uma restauração Qing pelo preço certo e eunucos que já viveram na Cidade Proibida e agora viviam na pobreza. Puyi muitas vezes ficava entediado com sua vida e fazia compras maníacas para compensar, lembrando que era viciado em "comprar pianos, relógios, relógios, rádios, roupas ocidentais, sapatos de couro e óculos".
A primeira esposa de Puyi, Wanrong, continuou a fumar ópio recreacionalmente durante este período. O casamento deles começou a desmoronar à medida que eles passavam cada vez mais tempo separados, encontrando-se apenas na hora das refeições. Puyi escreveu em suas memórias:
Mesmo que eu tivesse apenas uma esposa, ela não teria achado a vida comigo interessante, já que minha preocupação era minha restauração. Francamente, eu não sabia nada sobre o amor. Em outros casamentos, marido e mulher eram iguais, mas para mim, esposa e consorte eram escravos e ferramentas de seu mestre.
Wanrong reclamou que sua vida como "imperatriz" era extremamente monótona, pois as regras para uma imperatriz a proibiam de sair para dançar como ela queria, forçando-a a passar seus dias em rituais tradicionais que ela considerava sem sentido, ainda mais já que a China era uma república e o seu título de imperatriz era apenas simbólico. A ocidentalizada Wanrong adorava sair para dançar, jogar tênis, usar roupas e maquiagem ocidentais, ouvir jazz e socializar com os amigos, o que todos os cortesãos mais conservadores se opunham. Ela se ressentia de ter que desempenhar o papel tradicional de imperatriz chinesa, mas não estava disposta a romper com Pu Yi. O mordomo de Puyi era secretamente um espião japonês e, em um relatório a seus mestres, ele descreveu Puyi e Wanrong um dia passando horas gritando um com o outro nos jardins, com Wanrong chamando repetidamente Puyi de "eunuco"; se ela quis dizer isso como uma referência à inadequação sexual não está claro. A irmã de Puyi, Yunhe, anotou em seu diário em setembro de 1930, que Puyi havia lhe contado que "ontem a Imperatriz ficou furiosa dizendo que havia sido intimidada por mim e proferiu palavras terríveis e absurdas". Em 1931, a concubina de Puyi, Wenxiu, declarou que estava farta dele e de sua corte e simplesmente saiu, pedindo o divórcio.

## Cativo na Manchúria (1931–1932)
Em setembro de 1931, Puyi enviou uma carta a Jirō Minami, o Ministro da Guerra japonês, expressando seu desejo de ser restaurado ao trono. Na noite de 18 de setembro de 1931, o Incidente de Mukden começou quando o Exército Japonês Kwantung explodiu uma seção da ferrovia pertencente à Ferrovia do Sul da Manchúria de propriedade japonesa, e culpou o senhor da guerra Marechal Zhang Xueliang. Com este pretexto, o Exército Kwantung iniciou uma ofensiva geral com o objetivo de conquistar toda a Manchúria. Puyi foi visitado por Kenji Doihara, chefe do escritório de espionagem do Exército Japonês Kwantung, que propôs estabelecer Puyi como chefe de um estado da Manchúria. Os japoneses subornaram ainda um funcionário de um café para dizer a Puyi que havia um contrato contra sua vida na tentativa de assustar Puyi e fazê-lo se mudar.
A Imperatriz Wanrong foi firmemente contra os planos de Puyi de ir para a Manchúria, o que ela chamou de traição, e por um momento Puyi hesitou, levando Doihara a mandar chamar a prima de Puyi, a muito pró-japonesa Yoshiko Kawashima (também conhecida como "Jóia Oriental", Dongzhen), visitá-lo para fazê-lo mudar de ideia. Yoshiko, uma mulher obstinada, extravagante e abertamente bissexual, conhecida por seu hábito de usar roupas e uniformes masculinos, teve muita influência em Puyi. No Incidente de Tientsin durante novembro de 1931, Puyi e Zheng Xiaoxu viajaram para a Manchúria para completar os planos para o estado fantoche de Manchukuo. Puyi deixou sua casa em Tianjin escondendo-se no porta-malas de um carro. O governo chinês ordenou a sua prisão por traição, mas não conseguiu violar a proteção japonesa. Puyi embarcou em um navio japonês que o levou através do Mar de Bohai, e quando desembarcou em Port Arthur (atual Lüshun), foi recebido pelo homem que se tornaria seu acompanhante, o General Masahiko Amakasu, que os levou a um resort de propriedade do Empresa Ferroviária do Sul da Manchúria. Amakasu era um homem temível que contou a Puyi como no Incidente Amakasu de 1923 ele fez com que a feminista Noe Itō, seu amante, o anarquista Sakae Ōsugi, e um menino de seis anos fossem estrangulados por serem "inimigos do Imperador", e ele da mesma forma, mataria Pu Yi se ele provasse ser um "inimigo do Imperador". Chen Baochen retornou a Pequim, onde morreu em 1935.
Assim que chegou à Manchúria, Puyi descobriu que era um prisioneiro e não tinha permissão para sair do Hotel Yamato, aparentemente para protegê-lo de assassinato. Wanrong permaneceu em Tianjin e se opôs à decisão de Puyi de trabalhar com os japoneses, exigindo que sua amiga Eastern Jewel a visitasse inúmeras vezes para convencê-la a ir para a Manchúria. Behr comentou que se Wanrong tivesse sido uma mulher mais forte ela poderia ter permanecido em Tianjin e pedido o divórcio mas no final das contas ela aceitou o argumento de Eastern Jewel de que era seu dever como esposa seguir o marido e seis semanas após o incidente de Tientsin ela também cruzou o Mar da China Oriental até Port Arthur com Eastern Jewel para lhe fazer companhia.
No início de 1932, o General Seishirō Itagaki informou Puyi que o novo estado seria uma república com ele como Chefe do Executivo; a capital seria Changchun; sua forma de tratamento deveria ser "Vossa Excelência", não "Vossa Majestade Imperial"; e não deveria haver referências à decisão de Puyi com o "Mandato do Céu", o que desagradou Puyi. A sugestão de que Manchukuo se basearia na soberania popular com os 34 milhões de pessoas da Manchúria "pedir" que Puyi os governasse era completamente contrário às idéias de Puyi sobre seu direito de governar pelo Mandato do Céu.
Itagaki sugeriu a Puyi que em poucos anos Manchukuo poderia se tornar uma monarquia e que a Manchúria era apenas o começo, já que o Japão tinha ambições de tomar toda a China; a implicação óbvia era que Puyi se tornaria o Grande Imperador Qing novamente. Quando Puyi se opôs aos planos de Itagaki, foi-lhe dito que não estava em posição de negociar, pois Itagaki não tinha interesse nas suas opiniões sobre estas questões. Ao contrário de Doihara, que sempre foi muito educado e constantemente acariciava o ego de Puyi, Itagaki era brutalmente rude e brusco, gritando ordens como se fosse para um soldado comum particularmente estúpido. Itagaki havia prometido ao principal conselheiro de Puyi, Zheng Xiaoxu, que ele seria o primeiro-ministro de Manchukuo, uma oferta que apelou à sua vaidade o suficiente para persuadir Puyi a aceitar os termos japoneses, dizendo-lhe que Manchukuo logo se tornaria uma monarquia e a história se repetiria como Puyi conquistaria o resto da China a partir de sua base na Manchúria, assim como os Qing fizeram em 1644. Na propaganda japonesa, Puyi sempre foi celebrado tanto em termos tradicionalistas como um "Rei Sábio" confucionista empenhado em restaurar a virtude quanto como um revolucionário que acabaria com a opressão das pessoas comuns por meio de um programa de modernização generalizada.

## Governante fantoche de Manchukuo (1932–1945)

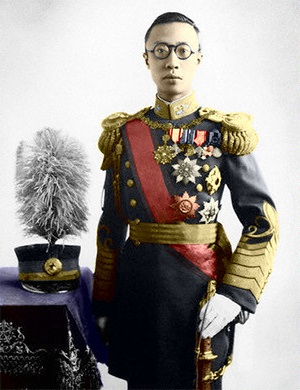
Puyi como imperador de Manchukuo.

Puyi aceitou a oferta japonesa e em 1o de março de 1932 foi empossado como Chefe do Executivo de Manchukuo, um estado-fantoche do Império do Japão, sob o título de reinado Datong. Um comentarista contemporâneo, Wen Yuan-ning, brincou que Puyi havia agora alcançado a duvidosa distinção de ter sido "feito imperador três vezes sem saber por que e aparentemente sem gostar disso".

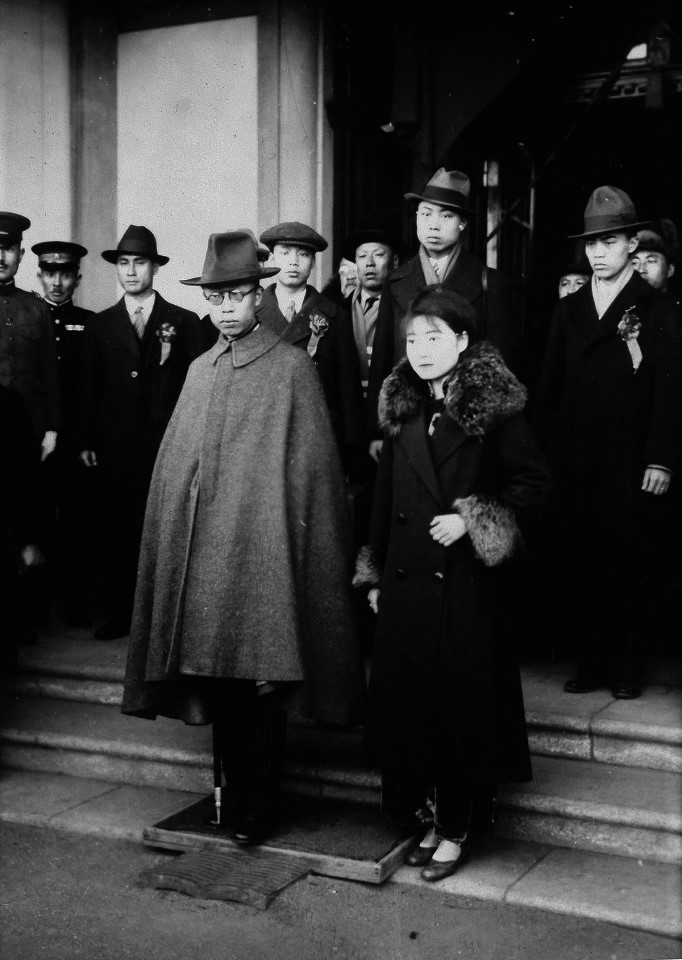
Puyi e Wanrong deixando seu hotel em 8 de março de 1932 antes de viajar para a cerimônia oficial de fundação da Manchukuo em Changchun

Um artigo do New York Times de 1933 declarou: "Provavelmente não existe governante mais democrático ou mais amigável no mundo do que Henry Pu-yi, ex-imperador da China e agora Chefe do Executivo do novo Estado de Manchukuo".
Puyi acreditava que Manchukuo era apenas o começo, e que dentro de alguns anos ele reinaria novamente como Imperador da China, tendo as vestes amarelas do dragão imperial usadas para coroação dos imperadores Qing trazidas de Pequim para Changchun. Na época, a propaganda japonesa descreveu o nascimento de Manchukuo como um triunfo do pan-asianismo, com as "cinco raça " de japoneses, chineses, coreanos, manchus e mongóis se unindo, o que marcou nada menos que o nascimento de uma nova civilização. e um ponto de viragem na história mundial. Um comunicado de imprensa emitido em 1º de março de 1932 afirmou: "O glorioso advento de Manchukuo com os olhos do mundo voltados para ele foi um evento memorável de consequências de longo alcance na história mundial, marcando o nascimento de uma nova era no governo, nas relações raciais, e outros assuntos de interesse geral. Nunca nas crônicas da raça humana nenhum Estado nasceu com ideais tão elevados, e nunca nenhum Estado realizou tanto em tão breve espaço de sua existência como Manchukuo ".
Em 8 de março de 1932, Puyi fez sua entrada cerimonial em Changchun, compartilhando seu carro com Zheng, que estava radiante de alegria, Amakasu, cuja expressão era severa como sempre, e Wanrong, que parecia infeliz. Puyi também observou que estava "muito preocupado com minhas esperanças e ódios" para perceber o "conforto frio que os cidadãos de Changchun, silenciosos por causa do terror e do ódio, estavam me dando". O amigo de Puyi, o jornalista britânico Woodhead, escreveu: "fora dos círculos oficiais, não encontrei nenhum chinês que sentisse qualquer entusiasmo pelo novo regime", e que a cidade de Harbin estava sendo aterrorizada por gangsters chineses e russos que trabalhavam para os japoneses, tornando Harbin " sem lei... até mesmo sua rua principal fica insegura depois de escurecer". Numa entrevista a Woodhead, Puyi disse que planeava governar Manchukuo "no espírito confucionista" e que estava "perfeitamente feliz" com a sua nova posição.
Em 20 de abril de 1932, a Comissão Lytton chegou à Manchúria para iniciar a investigação sobre se o Japão havia cometido agressão. Puyi foi entrevistado por Lord Lytton e lembrou-se de ter pensado que queria desesperadamente pedir-lhe asilo político na Grã-Bretanha, mas como o General Itagaki estava sentado ao lado dele na reunião, ele disse a Lytton que "as massas populares me imploraram que estava por vir, que a minha estadia aqui foi absolutamente voluntária e gratuita". Após a entrevista, Itagaki disse a Puyi: “Os modos de Vossa Excelência foram perfeitos; você falou lindamente”. O diplomata Wellington Koo, vinculado à comissão como assessor chinês, recebeu uma mensagem secreta dizendo "...um representante da casa imperial em Changchun queria me ver e tinha uma mensagem confidencial para mim". O representante, se passando por antiquário, "... me disse que ele foi enviado pela Imperatriz: Ela queria que eu a ajudasse a escapar de Changchun. Ele disse que ela achava a vida miserável lá porque estava cercada em sua casa por empregadas japonesas. Cada movimento dela foi observado e relatado". Koo disse que ficou "tocado", mas não pôde fazer nada para ajudar Wanrong a escapar, o que seu irmão Rong Qi disse ter sido o "golpe final" para ela, levando-a a uma espiral descendente. Desde o início, a ocupação japonesa suscitou muita resistência por parte dos guerrilheiros, a quem o Exército Kwantung chamou de "bandidos". O general Doihara conseguiu, em troca de um suborno multimilionário, fazer com que um dos líderes guerrilheiros mais proeminentes, o general muçulmano Hui Ma Zhanshan, aceitasse o domínio japonês, e fez com que Puyi o nomeasse Ministro da Defesa. Para grande desgosto de Puyi e dos seus senhores japoneses, a deserção de Ma tornou-se um estratagema e, apenas alguns meses depois de Puyi o ter nomeado Ministro da Defesa, Ma levou as suas tropas para além da fronteira com a União Soviética para continuar a luta contra os japoneses.

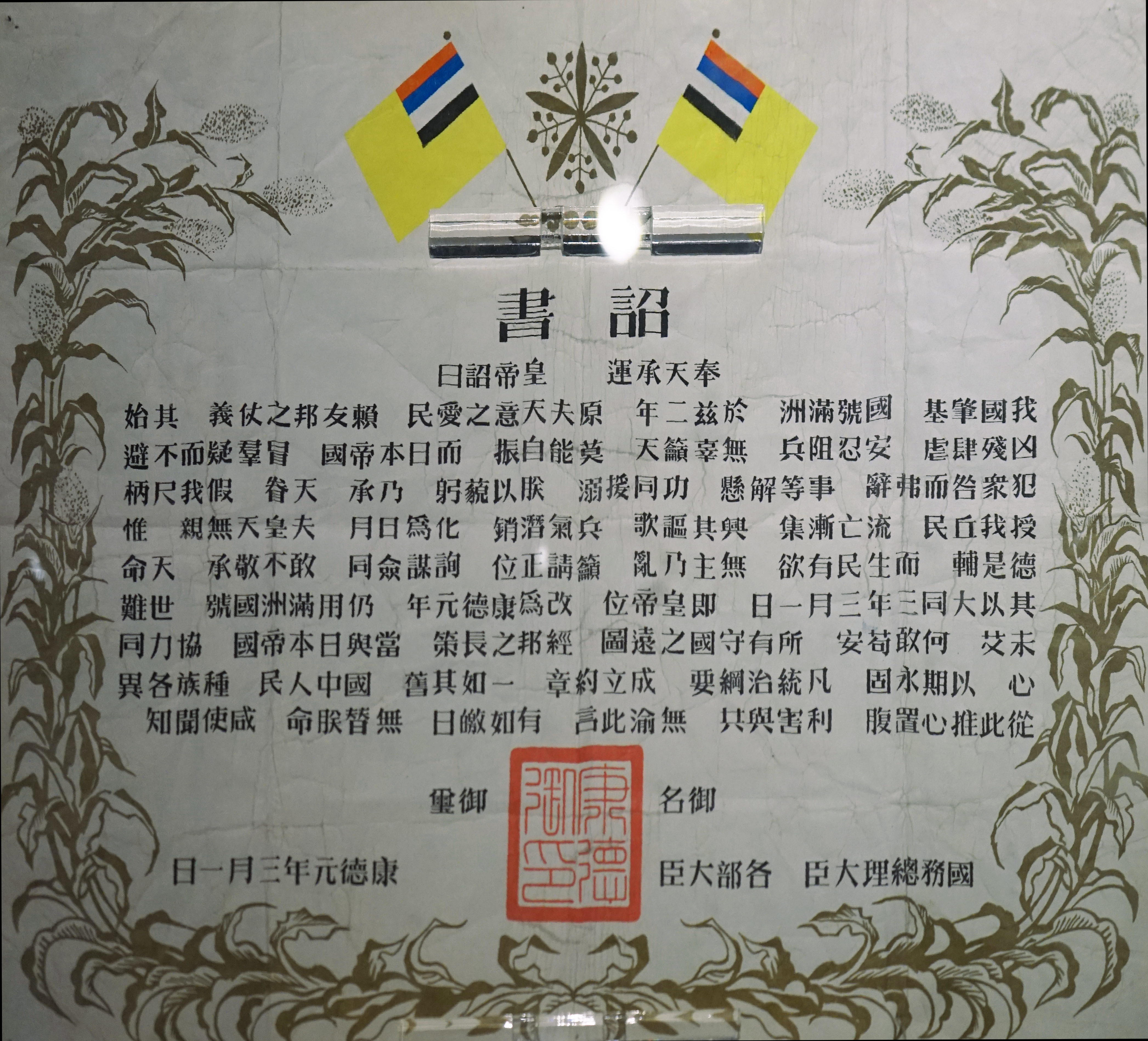
Édito de Pu Yi de ascender ao trono

O imperador do Japão queria ver se Puyi era confiável antes de lhe dar um título imperial, e foi somente em outubro de 1933 que o general Doihara lhe disse que ele seria imperador novamente, fazendo com que Puyi se tornasse, em suas próprias palavras, "selvagem". com alegria", embora tenha ficado desapontado por não ter recebido de volta seu antigo título de "Grande Imperador Qing". Ao mesmo tempo, Doihara informou a Puyi que "o Imperador [do Japão] é seu pai e está representado em Manchukuo como o exército Kwantung que deve ser obedecido como um pai". Desde o início, Manchukuo foi famoso por seu alto índice de criminalidade, à medida que gangues de gângsteres chineses, coreanos e russos patrocinadas pelos japoneses lutavam entre si pelo controle de casas de ópio, bordéis e casas de jogo. Havia nove diferentes agências policiais/de inteligência japonesas ou patrocinadas por japoneses operando em Manchukuo, que foram informadas por Tóquio de que o Japão era um país pobre e que deveriam pagar por suas próprias operações envolvendo-se no crime organizado. O aventureiro italiano Amleto Vespa lembrou que o general Kenji Doihara lhe disse que a Manchúria teria de pagar pela sua própria exploração. Em 1933, Simon Kaspé, um pianista judeu francês que visitava seu pai em Manchukuo, dono de um hotel em Harbin, foi sequestrado, torturado e assassinado por uma gangue antissemita dos fascistas russos. O caso Kaspé tornou-se uma causa célebre internacional, atraindo muita atenção da mídia em todo o mundo, levando a dois julgamentos em Harbin em 1935 e 1936, como prova de que a gangue fascista russa que matou Kaspé trabalhava para a Kenpeitai, a polícia militar do Exército Imperial Japonês, tornou-se forte demais até mesmo para Tóquio ignorar. Puyi foi retratado como tendo (com uma pequena ajuda do Exército Kwantung) salvado o povo do caos do governo da família Zhang. A alta taxa de criminalidade de Manchukuo e o muito divulgado caso Kaspé zombaram da afirmação de que Puyi havia salvado o povo da Manchúria de um regime violento e sem lei.

### Imperador de Manchukuo

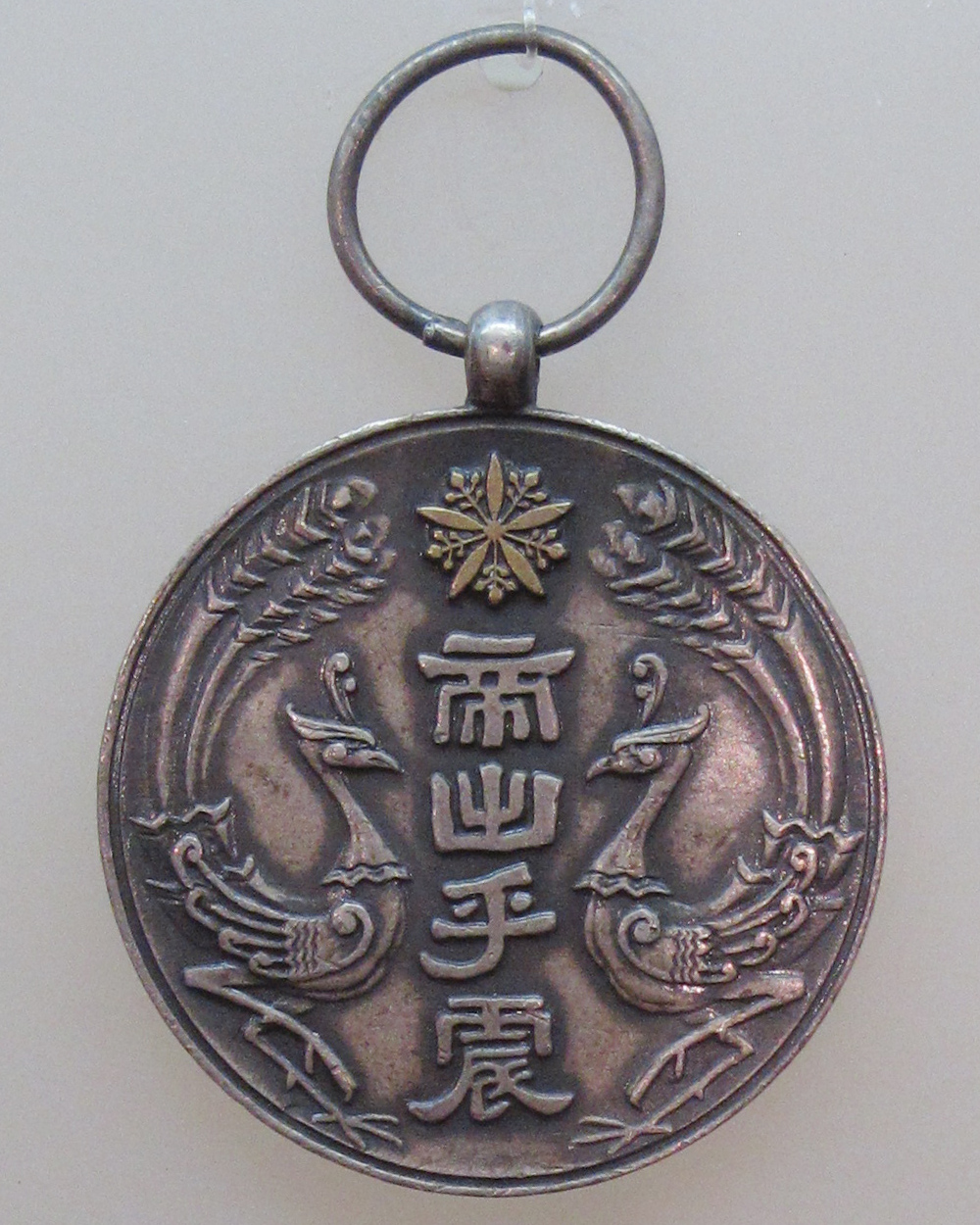
Medalha Comemorativa da Entronização de Manchukuo

Em 1 de março de 1934, ele foi coroado Imperador de Manchukuo, sob o título de reinado Kangde (Wade–Giles: Kang-te; 康德) em Changchun. Um sinal dos verdadeiros governantes de Manchukuo foi a presença do General Masahiko Amakasu durante a coroação; aparentemente lá como diretor de filme para registrar a coroação, Amakasu serviu como guarda de Puyi, mantendo-o sob vigilância cuidadosa para evitar que ele saísse do roteiro. Wanrong foi excluída da coroação: seu vício em ópio, sentimentos antijaponeses, antipatia por Puyi e sua crescente reputação de ser "difícil" e imprevisível levaram Amakasu à conclusão de que não se podia confiar nela para seguir o roteiro. Embora submisso em público aos japoneses, Puyi estava constantemente em conflito com eles em particular. Ele se ressentiu de ser "Chefe de Estado" e depois "Imperador de Manchukuo", em vez de ser totalmente restaurado como Imperador Qing. Em sua entronização, ele entrou em conflito com o Japão por causa do vestuário; eles queriam que ele usasse um uniforme estilo Manchukuo, enquanto ele considerava um insulto usar qualquer coisa que não fosse as tradicionais vestes Manchu. Num compromisso típico, ele usou um uniforme militar ocidental na sua entronização (o único imperador chinês a fazê-lo) e uma túnica de dragão no anúncio da sua ascensão no Templo do Céu. Puyi foi levado para sua coroação em uma limusine Lincoln com janelas à prova de balas seguida por nove Packards, e durante sua coroação os pergaminhos foram lidos enquanto garrafas de vinho sagradas eram abertas para os convidados celebrarem o início de um "Reino de Tranquilidade e Virtude". Os convites para a coroação foram emitidos pelo Exército Kwantung e 70% dos que compareceram à coroação de Puyi eram japoneses. A revista Time publicou um artigo sobre a coroação de Puyi em março de 1934.
Os japoneses escolheram como capital de Manchukuo a cidade industrial de Changchun, que foi rebatizada de Xinjing. Puyi queria que a capital fosse Mukden (atual Shenyang), que havia sido a capital Qing antes da conquista da China pelos Qing em 1644, mas foi rejeitada por seus senhores japoneses. Puyi odiava Xinjing, que ele considerava uma cidade industrial indistinta, sem as conexões históricas com os Qing que Mukden tinha. Como não havia palácio em Changchun, Puyi mudou-se para o que outrora fora o escritório da Administração do Imposto sobre o Sal durante o período russo e, como resultado, o edifício ficou conhecido como Palácio do Imposto sobre o Sal, que hoje é o Museu do Palácio Imperial de Manchukuo. Puyi vivia lá como um prisioneiro virtual e não podia sair sem permissão. Pouco depois da coroação de Puyi, seu pai chegou à estação ferroviária de Xinjing para uma visita, O Príncipe Chun disse a seu filho que ele era um idiota se realmente acreditasse que os japoneses iriam restaurá-lo ao Trono do Dragão, e avisou-o que ele estava apenas sendo usado. A embaixada japonesa emitiu uma nota de protesto diplomático às boas-vindas estendidas ao Príncipe Chun, afirmando que a estação ferroviária de Xinjing estava sob o controle do Exército de Kwantung, que apenas soldados japoneses eram permitidos lá e que não tolerariam o uso da guarda imperial Manchukuo. para receber novamente os visitantes na estação ferroviária de Xinjing.

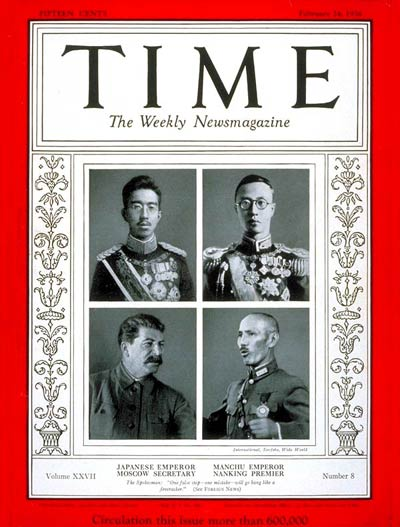
Capa da Time com fotos individuais de Hirohito, Puyi, Stalin e Chiang Kai-shek.

Neste período, Puyi visitou frequentemente as províncias de Manchukuo para abrir fábricas e minas, participou nas celebrações do aniversário do Imperador Showa no quartel-general do Exército de Kwantung e, no feriado japonês do Memorial Day, prestou formalmente os seus respeitos com rituais japoneses ao almas dos soldados japoneses mortos lutando contra os "bandidos" (como os japoneses chamavam todos os guerrilheiros que lutavam contra o seu domínio na Manchúria). Seguindo o exemplo do Japão, os alunos de Manchukuo, no início de cada dia escolar, curvavam-se primeiro na direção de Tóquio e depois diante de um retrato de Puyi na sala de aula. Puyi achou isso “intoxicante”. Ele visitou uma mina de carvão e em seu japonês rudimentar agradeceu ao capataz japonês por seu bom trabalho, que começou a chorar ao agradecer ao imperador; Puyi escreveu mais tarde que "O tratamento que recebi realmente subiu à minha cabeça".
Sempre que os japoneses queriam que uma lei fosse aprovada, o decreto relevante era deixado no Salt Tax Palace para Puyi assinar, o que ele sempre fazia. Puyi assinou decretos expropriando vastas extensões de terras agrícolas para os colonos japoneses e uma lei declarando certos pensamentos como "crimes de pensamento", levando Behr a observar: "Em teoria, como 'Comandante Supremo', ele assumiu total responsabilidade pelas atrocidades japonesas cometidas em seu nome em 'bandidos' anti-japoneses e cidadãos chineses patrióticos." Behr observou ainda que o "Império de Manchukuo", anunciado como um estado idealista onde as "cinco raças" de chineses, japoneses, coreanos, manchus e mongóis se uniram na irmandade pan-asiática, era na verdade "um dos países mais brutalmente geridos do mundo – um exemplo clássico de colonialismo, embora do tipo oriental". Manchukuo era uma farsa e era uma colônia japonesa administrada inteiramente para o benefício do Japão. O historiador americano Carter J. Eckert escreveu que as diferenças de poder podiam ser vistas no fato de que o Exército Kwantung tinha um quartel-general "enorme" no centro de Xinjing, enquanto Puyi tinha que viver no "pequeno e pobre" Palácio do Imposto sobre o Sal, perto da principal estação ferroviária. em uma parte de Xinjing com inúmeras pequenas fábricas, armazéns e matadouros, a prisão principal e o distrito da luz vermelha.
Behr comentou que Puyi sabia, por meio de suas conversas em Tianjin com o general Kenji Doihara e o general Seishirō Itagaki, que estava lidando com "homens cruéis e que este poderia ser o regime a ser esperado". Puyi mais tarde lembrou que: "Eu coloquei minha cabeça na boca do tigre" ao ir para a Manchúria em 1931.

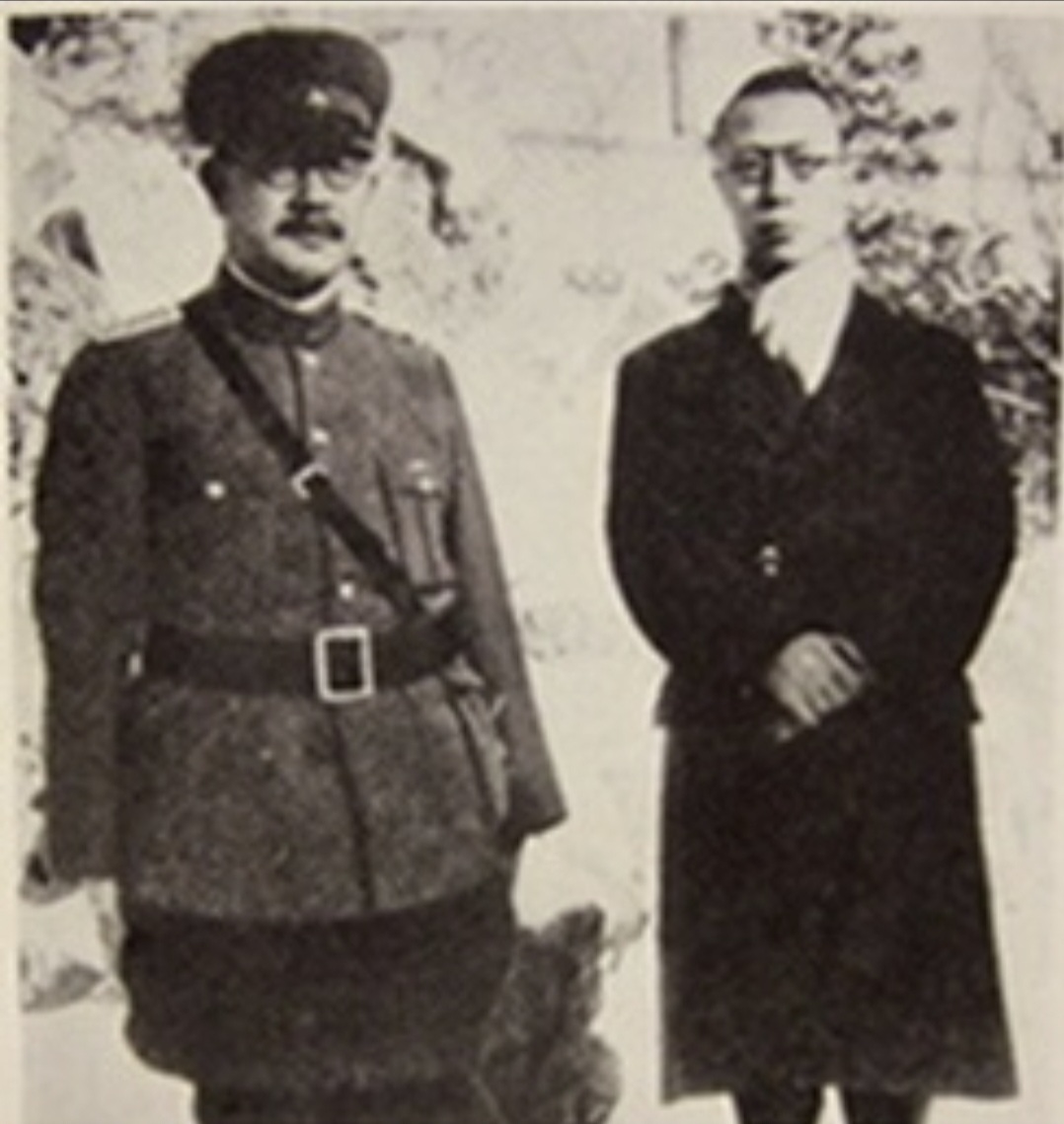
Puyi (à direita) como Imperador de Manchukuo. À esquerda está Chū Kudō.

De 1935 a 1945, o oficial sênior do Estado-Maior do Exército de Kwantung, Yoshioka Yasunori (吉岡安則) foi designado para Puyi como Adido da Casa Imperial em Manchukuo. Ele atuou como espião do governo japonês, controlando Puyi por meio do medo, intimidação e ordens diretas. Houve muitos atentados contra a vida de Puyi durante este período, incluindo um esfaqueamento em 1937 por um servo do palácio.
Em 1935, Puyi visitou o Japão. O segundo secretário da Embaixada do Japão em Xinjing, Kenjiro Hayashide, serviu como intérprete de Puyi durante esta viagem, e mais tarde escreveu o que Behr chamou de um livro muito absurdo, The Epochal Journey to Japan, narrando esta visita, onde conseguiu apresentar todas as declarações banais feito por Puyi como profunda sabedoria, e afirmou que escreveu uma média de dois poemas por dia em sua viagem ao Japão, apesar de estar ocupado participando de todos os tipos de funções oficiais. Hayashide também escreveu um livreto promovendo a viagem ao Japão, que afirmava que Puyi era um grande leitor que "quase nunca era visto sem um livro nas mãos", um calígrafo habilidoso, um pintor talentoso e um excelente cavaleiro e arqueiro, capaz atirar flechas enquanto cavalgava, assim como seus ancestrais Qing. O imperador Shōwa levou muito a sério a afirmação de que Puyi era um hipófilo e presenteou-o com um cavalo para ele revisar o Exército Imperial Japonês; na verdade, Pu Yi era um hipofóbico que se recusou terminantemente a montar no cavalo, forçando os japoneses a trazer às pressas uma carruagem para os dois imperadores passarem em revista as tropas.
Após seu retorno a Xinjing, Puyi contratou um executivo de relações públicas americano, George Bronson Rea, para fazer lobby junto ao governo dos EUA para reconhecer Manchukuo. No final de 1935, Rea publicou um livro, The Case for Manchukuo, no qual Rea castigava a China sob o Kuomintang como irremediavelmente corrupta, e elogiava a sábia liderança de Puyi em Manchukuo, escrevendo Manchukuo era "...o único passo que o povo do Oriente deu para escapar da miséria e do desgoverno que se tornou o seu. A proteção do Japão é sua única chance de felicidade”. Rea continuou a trabalhar para Puyi até o bombardeio de Pearl Harbor, mas acabou falhando em fazer lobby em Washington para reconhecer Xinjing. No segundo julgamento relacionado ao caso Kaspé em Harbin, em março-junho de 1936, o promotor japonês argumentou a favor dos seis réus, chamando-os de "patriotas russos que levantaram a bandeira contra um perigo mundial - o comunismo". Para surpresa de todos, os juízes chineses condenaram e sentenciaram os seis fascistas russos que torturaram e mataram Kaspé até à morte, o que levou a uma tempestade quando o Partido Fascista Russo chamou os seis homens de "mártires da Santa Rússia" e apresentou a Puyi um petição com milhares de assinaturas pedindo-lhe perdão aos seis homens. Puyi recusou-se a perdoar os fascistas russos, mas o veredicto foi apelado para o Supremo Tribunal de Xinjing, onde os juízes japoneses anularam o veredicto, ordenando a libertação dos seis homens, uma decisão que Puyi aceitou sem reclamar. O tratamento do caso Kaspé, que atraiu muita atenção da mídia ocidental, muito contribuiu para manchar a imagem de Manchukuo e enfraqueceu ainda mais a mão já fraca de Puyi enquanto ele tentava que o resto do mundo reconhecesse Manchukuo.
Em 1936, Ling Sheng, um aristocrata que servia como governador de uma das províncias de Manchukuo e cujo filho estava noivo de uma das irmãs mais novas de Puyi, foi preso após reclamar da "intolerável" interferência japonesa em seu trabalho, o que levou Puyi a pedir Yoshioka se algo pudesse ser feito para ajudá-lo. O comandante do Exército de Kwantung, general Kenkichi Ueda, visitou Puyi para dizer-lhe que o assunto estava resolvido, pois Ling já havia sido condenado por uma corte marcial japonesa por "planejar uma rebelião" e havia sido executado por decapitação, o que levou Puyi a cancelar o casamento entre sua irmã. e filho de Ling. Durante esses anos, Puyi começou a ter um interesse maior pela lei e religião tradicional chinesa (como o confucionismo e o budismo), mas isso foi desautorizado pelos japoneses. Gradualmente, os seus antigos apoiantes foram eliminados e ministros pró-japoneses colocados no seu lugar. Durante este período, a vida de Puyi consistia principalmente em assinar leis preparadas pelo Japão, recitar orações, consultar oráculos e fazer visitas formais por todo o seu estado.
Puyi estava extremamente infeliz com sua vida como um prisioneiro virtual no Salt Tax Palace, e seu humor tornou-se errático, oscilando entre horas de passividade olhando para o espaço e entregando-se ao seu sadismo ao espancar seus servos. Puyi escreveu mais tarde que seus servos órfãos, muitos dos quais tiveram seus pais mortos pelos japoneses, vivenciaram vidas tão "miseráveis" no palácio que eram do( tamanho de crianças de 10 anos aos dezoito anos. Puyi estava obcecado pelo fato de que a grande maioria dos "súditos amorosos" de Puyi o odiavam e, como observou Behr, foi "o conhecimento de que ele era um objeto de ódio e escárnio que levou Puyi à beira da loucura". Puyi sempre teve uma forte tendência cruel e impôs duras "regras internas" a sua equipe; servos foram açoitados no porão por crimes como "conversas irresponsáveis". A frase "Leve-o para baixo" era muito temida pelos servos de Puyi, pois ele fazia pelo menos uma flagelação por dia, e todos no Palácio do Imposto do Sal foram espancados em um ponto ou outro, exceto a Imperatriz e os irmãos de Puyi e seus cônjuges. A experiência de Puyi com roubos generalizados durante seu tempo na Cidade Proibida o levou a desconfiar de seus servos e ele examinou obsessivamente os livros contábeis em busca de sinais de fraude. Para atormentar ainda mais sua equipe de cerca de 100 pessoas, Puyi cortou drasticamente a comida alocada para sua equipe, que sofria de fome; Big Li disse a Behr que Puyi estava tentando deixar todos tão infelizes quanto ele. Além de atormentar sua equipe, a vida de Puyi como imperador foi de letargia e passividade, o que seu escritor fantasma Li Wenda chamou de "uma espécie de morte em vida" para ele.
Puyi tornou-se um budista devoto, um místico e um vegetariano, tendo estátuas de Buda colocadas em todo o Palácio do Imposto sobre o Sal para ele orar enquanto proibia sua equipe de comer carne. Seu budismo o levou a proibir sua equipe de matar insetos ou ratos, mas se encontrasse algum inseto em sua comida, os cozinheiros eram açoitados. Um dia, quando passeava pelos jardins, Puyi descobriu que um criado havia escrito com giz em uma das pedras: "Os japoneses não o humilharam o suficiente " Quando Puyi recebeu convidados no Salt Tax Palace, ele deu-lhes longas palestras sobre a "gloriosa" história dos Qing como uma forma de masoquismo, comparando os grandes imperadores Qing consigo mesmo, um homem miserável vivendo como prisioneiro em seu próprio palácio. Wanrong, que detestava o marido, gostava de zombar dele pelas costas, fazendo esquetes diante dos criados, colocando óculos escuros e imitando os movimentos bruscos de Puyi. Durante seu tempo em Tianjin, Puyi começou a usar óculos escuros o tempo todo. Durante o período entre guerras, óculos escuros foram usados pela "pequena minoria" homossexual de Tianjin para indicar sua orientação. Embora Puyi provavelmente soubesse disso, os membros sobreviventes de sua corte disseram que ele "realmente estava sujeito a cansaço visual e dores de cabeça por causa do brilho do sol".

Tan Yuling, concubina de Puyi

Em 3 de abril de 1937, o irmão mais novo de Puyi, o príncipe Pujie, foi proclamado herdeiro aparente após se casar com Lady Hiro Saga, uma prima distante do imperador japonês Hirohito. O general do Exército Kwantung , Shigeru Honjō, arranjou politicamente o casamento. Depois disso, Puyi não falou abertamente na frente de seu irmão e se recusou a comer qualquer comida que Lady Saga fornecesse, acreditando que ela pretendia envenená-lo. Pu Yi foi forçado a assinar um acordo segundo o qual, se ele próprio tivesse um herdeiro homem, a criança seria enviada ao Japão para ser criada pelos japoneses. Puyi inicialmente pensou que Lady Saga era uma espiã japonesa, mas passou a confiar nela depois que a Saga Sinófila descartou seu quimono por cheongsams e repetidamente garantiu a ele que ela veio ao Palácio do Imposto do Sal porque era esposa de Pujie, não como espiã. Behr descreveu Lady Saga como "inteligente" e "sensata", e notou a ironia de Puyi esnobar o único japonês que realmente queria ser seu amigo. Mais tarde em abril de 1937, a aristocrata manchu Tan Yuling, de 16 anos, mudou-se para o Palácio do Imposto sobre o Sal para se tornar concubina de Puyi. Lady Saga tentou melhorar as relações entre Puyi e Wanrong fazendo-os jantar juntos, que foi a primeira vez que compartilharam uma refeição em três anos.
Com base em suas entrevistas com a família de Puyi e funcionários no Salt Tax Palace, Behr escreveu que parecia que Puyi tinha uma "atração por meninas muito jovens" que "beirava a pedofilia" e "que Pu Yi era bissexual e - como ele próprio admite – algo como um sádico em suas relações com as mulheres". Puyi gostava muito de ter adolescentes bonitos servindo como seus pajens e Lady Saga notou que ele também gostava de sodomizá-los. Lady Saga escreveu em sua autobiografia de 1957, Memoirs of A Wandering Princess:
É claro que ouvi rumores sobre grandes homens da nossa história, mas nunca soube que tais coisas existiam no mundo dos vivos. Agora, porém, descobri que o Imperador tinha um amor anormal por um pajem. Ele foi referido como "a concubina masculina". Será que esses hábitos pervertidos, pensei, teriam levado sua esposa a fumar ópio? –Lady Hiro Saga
Quando Behr o questionou sobre a sexualidade de Puyi, o príncipe Pujie disse que ele era "biologicamente incapaz de se reproduzir", uma forma educada de dizer que alguém é gay na China. Quando um dos pajens de Puyi fugiu do Palácio do Imposto do Sal para escapar de seus avanços homossexuais, Puyi ordenou que ele recebesse uma flagelação especialmente dura, o que causou a morte do menino e levou Puyi a mandar açoitar os açoitadores como punição.
Em julho de 1937, quando começou a Segunda Guerra Sino-Japonesa, Puyi emitiu uma declaração de apoio ao Japão. em agosto Em 1937, Kishi redigiu um decreto para Puyi assinar, pedindo o uso de mão de obra de corvéia para ser recrutado tanto em Manchukuo quanto no norte da China, afirmando que nestes "tempos de emergência" (ou seja, guerra com a China), a indústria precisava crescer em todos os custos, e a escravidão era necessária para economizar dinheiro. Driscoll escreveu que, tal como os escravos africanos foram levados para o Novo Mundo na "Passagem do Meio", seria correcto falar da "Passagem da Manchúria", já que um grande número de camponeses chineses foram reunidos para serem escravos nas fábricas e minas de Manchukuo. De 1938 até ao fim da guerra, todos os anos cerca de um milhão de chineses eram levados da zona rural de Manchukuo e do norte da China para serem escravos nas fábricas e minas de Manchukuo.
Tudo o que Puyi sabia do mundo exterior era o que o General Yoshioka lhe contava em briefings diários. Quando Behr perguntou ao Príncipe Pujie como a notícia do Massacre de Nanjing em dezembro de 1937 afetou Puyi, seu irmão respondeu: "Só soubemos disso muito mais tarde. Na época, não teve nenhum impacto real." Em 4 de fevereiro de 1938, Joachim von Ribbentrop, fortemente pró-japonês e anti-chinês, tornou-se o ministro das Relações Exteriores alemão e, sob sua influência, a política externa alemã oscilou em uma direção anti-chinesa e pró-japonesa. Em 20 de fevereiro de 1938, Adolf Hitler anunciou que a Alemanha estava reconhecendo Manchukuo como um país. Em um de seus últimos atos, o embaixador alemão cessante no Japão. Herbert von Dirksen, visitou Puyi no Palácio do Imposto sobre o Sal para lhe dizer que uma embaixada alemã seria estabelecida em Xinjing no final daquele ano para se juntar às embaixadas do Japão, El Salvador, República Dominicana, Costa Rica, Itália e Espanha Nacionalista, os únicos outros países que reconheceram Manchukuo. Em 1934, Puyi ficou entusiasmado quando soube que El Salvador havia se tornado a primeira nação, além do Japão, a reconhecer Manchukuo, mas em 1938, ele não se importou muito com o reconhecimento de Manchukuo pela Alemanha.
Em maio de 1938, Puyi foi declarado um deus pela Lei das Religiões, e um culto de adoração ao imperador muito semelhante ao do Japão começou com os alunos iniciando suas aulas rezando para um retrato do deus-imperador, enquanto os rescritos imperiais e as insígnias imperiais se tornaram relíquias sagradas imbuídas. com poderes mágicos por estar associado ao deus-imperador. A elevação de Puyi a deus deveu-se à guerra sino-japonesa, que fez com que o estado japonês iniciasse um programa de mobilização totalitária da sociedade para uma guerra total no Japão e em locais governados pelo Japão. Seus manipuladores japoneses sentiram que as pessoas comuns no Japão, Coréia e Taiwan estavam mais dispostas a suportar os sacrifícios da guerra total por causa de sua devoção ao seu imperador-deus, e foi decidido que tornar Puyi um imperador-deus teria o mesmo efeito. em Manchukuo. Depois de 1938, Puyi quase nunca foi autorizado a deixar o Palácio do Imposto do Sal, enquanto a criação do regime fantoche do presidente Wang Jingwei em novembro de 1938 destruiu o ânimo de Puyi, pois acabou com sua esperança de um dia ser restaurado como Grande Imperador Qing. Puyi tornou-se hipocondríaco, tomando todos os tipos de pílulas para várias doenças e hormônios imaginários para melhorar seu desejo sexual e permitir que ele fosse pai de um menino, já que Puyi estava convencido de que os japoneses estavam envenenando sua comida para torná-lo estéril. Ele acreditava que os japoneses queriam que um dos filhos que Pujie teve com Lady Saga fosse o próximo imperador, e foi um grande alívio para ele que seus filhos fossem meninas (a lei Manchukuo proibia a sucessão feminina ao trono).
Em 1935, Wanrong teve um caso com o motorista de Puyi, Li Tiyu, que a deixou grávida. Para puni-la, o bebê de Wanrong foi morto. Não está claro o que aconteceu, mas há dois relatos do que aconteceu com Wanrong após o assassinato de seu bebê. Um relato dizia que Puyi mentiu para Wanrong e que sua filha estava sendo criada por uma babá, e ela nunca soube da morte da filha. O outro relato dizia que Wanrong descobriu ou sabia sobre o infanticídio de sua filha e viveu em constante atordoamento com o consumo de ópio desde então. Puyi sabia o que estava sendo planejado para o bebê de Wanrong e, no que Behr chamou de ato supremo de "covardia" de sua parte, "não fez nada". O escritor fantasma de Puyi para Imperador para Cidadão, Li Wenda, disse a Behr que, ao entrevistar Puyi para o livro, ele não conseguiu fazer Puyi falar sobre o assassinato do filho de Wanrong, pois tinha vergonha de falar de sua própria covardia.

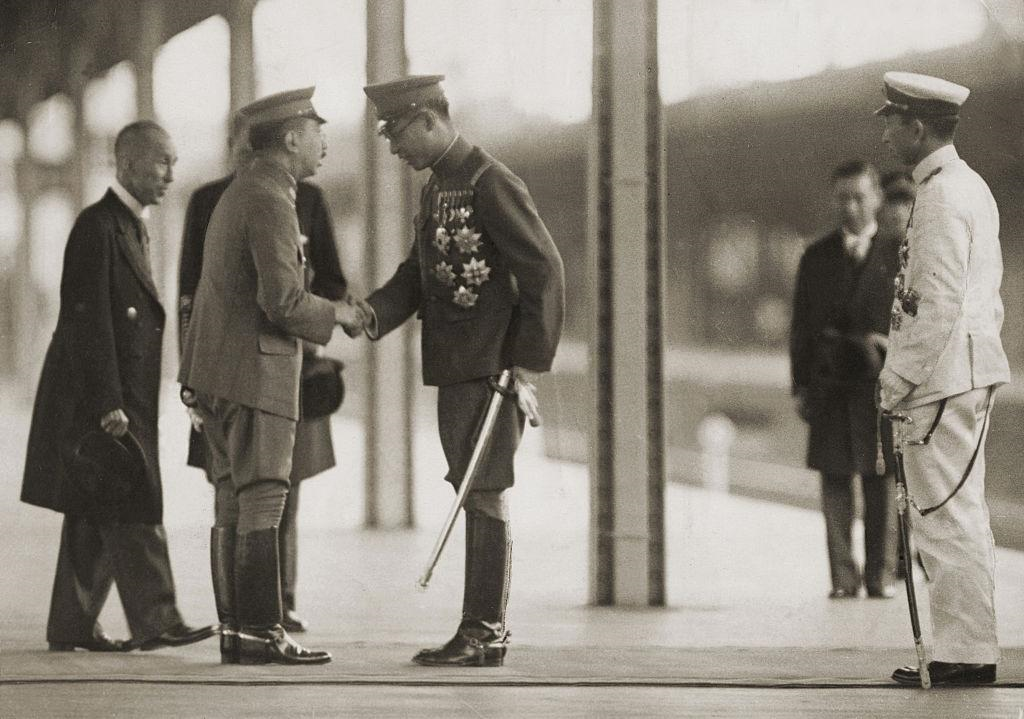
O Imperador Puyi aperta a mão do Imperador Hirohito na estação de Tóquio em 26 de junho de 1940

Em dezembro de 1941, Puyi seguiu o Japão na declaração de guerra aos Estados Unidos e à Grã-Bretanha, mas como nenhuma das nações reconheceu Manchukuo, não houve declarações recíprocas de guerra em troca. Durante a guerra, Puyi foi um exemplo e modelo para pelo menos alguns na Ásia que acreditavam na propaganda pan-asiática japonesa. U Saw, o primeiro-ministro da Birmânia, estava secretamente em comunicação com os japoneses, declarando que, como asiático, as suas simpatias eram completamente com o Japão e contra o Ocidente. U Saw acrescentou ainda que esperava que, quando o Japão vencesse a guerra, desfrutasse exatamente do mesmo status na Birmânia que Puyi desfrutou em Manchukuo como parte da Esfera de Co-Prosperidade do Grande Leste Asiático. Durante a guerra, Pu Yi se afastou de seu pai, como afirmou seu meio-irmão Pu Ren em uma entrevista:
...depois de 1941, o pai de Puyi o dispensou. Ele nunca mais visitou Puyi depois de 1934. Eles raramente se correspondiam. Todas as notícias que recebia vinham de intermediários ou de relatos ocasionais das irmãs mais novas de Puyi, algumas das quais tinham permissão para vê-lo. —Pu Ren
Puyi reclamou que havia emitido tantas declarações pró-japonesas "servis" durante a guerra que ninguém do lado Aliado o aceitaria se ele escapasse de Manchukuo. Em junho de 1942, Puyi fez uma rara visita fora do Palácio do Imposto do Sal quando conversou com a turma de formandos da Academia Militar de Manchukuo e concedeu ao aluno estrela Takagi Masao um relógio de ouro por seu excelente desempenho; apesar de seu nome japonês, o estudante estrela era na verdade coreano e sob seu nome coreano original, Park Chung Hee, tornou-se o ditador da Coreia do Sul em 1961. Em agosto de 1942, a concubina de Puyi, Tan Yuling, adoeceu e morreu após ser tratada pelos mesmos médicos japoneses que assassinaram o bebê de Wanrong. Puyi testemunhou no julgamento de crimes de guerra em Tóquio sobre sua crença de que ela foi assassinada. Puyi manteve uma mecha de cabelo de Tan e suas unhas cortadas pelo resto da vida, enquanto expressava muita tristeza por sua perda. Ele se recusou a contratar uma concubina japonesa para substituir Tan e, em 1943, contratou uma concubina chinesa, Li Yuqin, a filha de 16 anos de um garçom. Puyi gostava de Li, mas seu principal interesse continuava sendo seus pajens, como ele escreveu mais tarde: "Essas minhas ações mostram o quão cruel, louco, violento e instável eu era."
Durante grande parte da Segunda Guerra Mundial, Puyi, confinado ao Palácio do Imposto sobre o Sal, acreditava que o Japão estava vencendo a guerra, e só em 1944 é que começou a duvidar disso, depois que a imprensa japonesa começou a noticiar "sacrifícios heroicos" na Birmânia e nas ilhas do Pacífico enquanto o ar abrigos antitanque começaram a ser construídos em Manchukuo. O sobrinho de Puyi, Jui Lon, disse a Behr: "Ele queria desesperadamente que a América ganhasse a guerra." Big Li disse: "Quando ele pensava que era seguro, ele se sentava ao piano e tocava uma versão de um dedo de Stars and Stripes." Em meados de 1944, Puyi finalmente adquiriu coragem para começar a sintonizar ocasionalmente em seu rádio transmissões chinesas e transmissões em língua chinesa dos americanos, onde ficou chocado ao saber que o Japão havia sofrido tantas derrotas desde 1942.
Puyi teve que fazer um discurso diante de um grupo de soldados de infantaria japoneses que se ofereceram para serem "balas humanas", prometendo amarrar explosivos em seus corpos e realizar ataques suicidas para morrer pelo Imperador Showa. Puyi comentou enquanto lia seu discurso elogiando as glórias de morrer pelo Imperador: "Só então vi o cinza acinzentado de seus rostos e as lágrimas escorrendo por suas bochechas e ouvi seus soluços". Puyi comentou que naquele momento se sentiu totalmente "aterrorizado" com o fanatismo do culto à morte do Bushido ("o caminho do guerreiro"), que reduzia o valor da vida humana a nada, já que morrer pelo Imperador era o única coisa que importava.

### Colapso de Manchukuo
Em 9 de agosto de 1945, o comandante do Exército Kwantung, General Otozō Yamada, disse a Puyi que a União Soviética havia declarado guerra ao Japão e que o Exército Vermelho havia entrado em Manchukuo. Yamada estava garantindo a Puyi que o Exército Kwantung derrotaria facilmente o Exército Vermelho, quando as sirenes de ataque aéreo soaram e a Força Aérea Vermelha iniciou um bombardeio, forçando todos a se esconderem no porão. Enquanto Pu Yi orava ao Buda, Yamada ficou em silêncio enquanto as bombas caíam, destruindo o quartel japonês próximo ao Palácio do Imposto sobre o Sal. Na Operação Ofensiva Estratégica da Manchúria, 1.577.725 tropas soviéticas e mongóis invadiram a Manchúria em uma ofensiva de armas combinadas com tanques, artilharia, cavalaria, aeronaves e infantaria trabalhando em estreita colaboração que oprimiram o Exército Kwantung, que não esperava uma invasão soviética até 1946 e estava com falta de tanques e armas antitanques.
Puyi ficou apavorado ao saber que o Exército Popular da Mongólia havia aderido à Operação Tempestade de Agosto, pois acreditava que os mongóis o torturariam até a morte se o capturassem. No dia seguinte, Yamada disse a Puyi que os soviéticos já haviam rompido as linhas de defesa no norte de Manchukuo, mas o Exército Kwantung iria "manter a linha" no sul de Manchukuo e Puyi deveria partir imediatamente. A equipe do Palácio do Imposto do Sal entrou em pânico quando Puyi ordenou que todos os seus tesouros fossem encaixotados e despachados; entretanto, Puyi observou de sua janela que os soldados do Exército Imperial Manchukuo estavam tirando os uniformes e desertando. Para testar a reação de seus mestres japoneses, Puyi vestiu seu uniforme de Comandante-em-Chefe do Exército Manchukuo e anunciou: "Devemos apoiar a guerra santa de nosso País Parental com todas as nossas forças e devemos resistir aos exércitos soviéticos até o fim". Com isso, Yoshioka fugiu da sala, o que mostrou a Puyi que a guerra estava perdida. A certa altura, um grupo de soldados japoneses chegou ao Palácio do Imposto do Sal e Puyi acreditou que eles tinham vindo para matá-lo, mas eles simplesmente foram embora depois de vê-lo parado no topo da escada. A maior parte do pessoal do Salt Tax Palace já havia fugido, e Puyi descobriu que seus telefonemas para o QG do Exército de Kwantung não foram atendidos, pois a maioria dos oficiais já havia partido para a Coreia, seu guarda Amakasu se matou engolindo um cianeto pílula, e o povo de Changchun vaiou-o quando seu carro, ostentando os padrões imperiais, o levou à estação ferroviária.

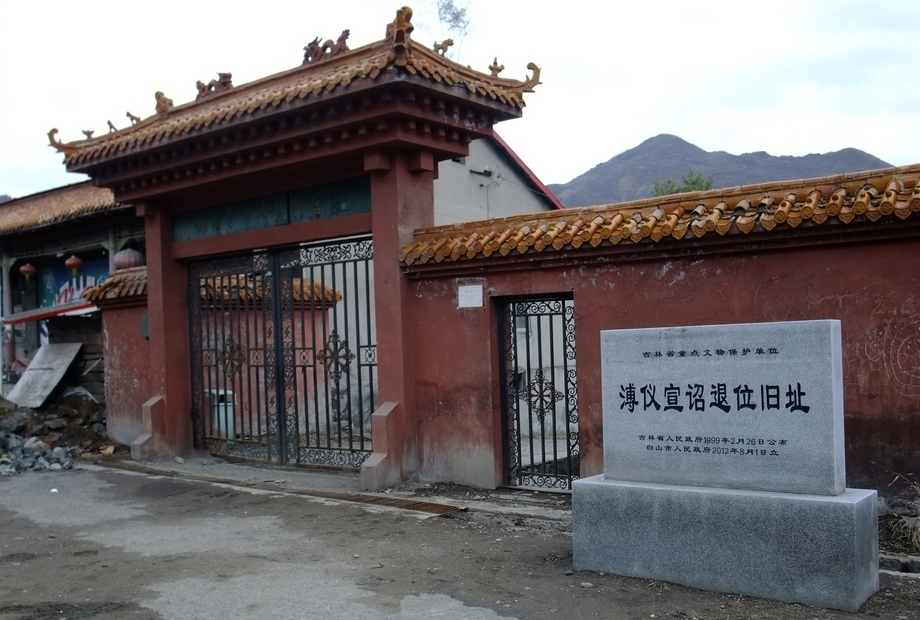
O local da abdicação de Puyi em um pequeno complexo de escritórios de mineração em Dalizi

Tarde da noite de 11 de agosto de 1945, um trem que transportava Puyi, sua corte, seus ministros e os tesouros Qing partiu de Changchun. Puyi viu milhares de colonos japoneses em pânico fugindo para o sul em vastas colunas pelas estradas do interior. Em cada estação ferroviária, centenas de colonos japoneses tentaram embarcar no seu trem; Puyi lembrou-se deles chorando e implorando aos gendarmes japoneses que os deixassem passar, e em várias estações, soldados e gendarmes japoneses lutaram entre si. O general Yamada embarcou no trem enquanto ele serpenteava para o sul e disse a Puyi que "o exército japonês estava vencendo e destruiu um grande número de tanques e aeronaves", uma afirmação em que ninguém a bordo do trem acreditou. Em 15 de agosto de 1945, Puyi ouviu no rádio o discurso do Imperador Showa anunciando que o Japão havia se rendido. No seu discurso, o Imperador Showa descreveu os americanos como tendo usado uma "bomba muito incomum e cruel" que acabara de destruir as cidades de Hiroshima e Nagasaki; esta foi a primeira vez que Puyi ouviu falar dos bombardeios atômicos de Hiroshima e Nagasaki, sobre os quais os japoneses não acharam por bem contar-lhe até então.
No dia seguinte, Puyi abdicou como imperador de Manchukuo e declarou em seu último decreto que Manchukuo voltava a fazer parte da China. O partido de Puyi se dividiu em pânico, com o ex-primeiro-ministro de Manchukuo, Zhang Jinghui, voltando para Changchun. Puyi planejou pegar um avião para escapar de Tonghua, levando consigo seu irmão Pujie, seu servo Big Li, Yoshioka e seu médico, deixando Wanrong, sua concubina Li Yuqin, Lady Hiro Saga e os dois filhos de Lady Saga para trás. A decisão de deixar para trás as mulheres e crianças foi em parte tomada por Yoshioka, que pensava que as mulheres não corriam esse perigo e vetou as tentativas de Puyi de levá-las no avião para o Japão.
Puyi pediu a Lady Saga, a mais madura e responsável das três mulheres, que cuidasse de Wanrong, e deu a Lady Saga antiguidades preciosas e dinheiro para pagar sua viagem para o sul, para a Coreia. Em 16 de agosto, Puyi pegou um pequeno avião para Mukden, onde outro avião maior deveria chegar para levá-los ao Japão, mas em vez disso um avião da Força Aérea Soviética pousou. Puyi e seu partido foram prontamente feitos prisioneiros pelo Exército Vermelho, que inicialmente não sabia quem era Puyi. Wanrong, viciado em ópio, juntamente com Lady Saga e Li, foram capturados por guerrilheiros comunistas chineses a caminho da Coreia, depois que um dos cunhados de Puyi informou aos comunistas quem eram as mulheres. Wanrong, a ex-imperatriz, foi exposta em uma prisão local e pessoas vieram de quilômetros de distância para observá-la. Em estado de delírio, ela exigiu mais ópio, pediu a criados imaginários que lhe trouxessem roupas, comida e banho, alucinando que estava de volta à Cidade Proibida ou ao Palácio do Imposto do Sal . O ódio geral por Puyi fez com que ninguém tivesse simpatia por Wanrong, que era visto como outro colaborador japonês, e um guarda disse a Lady Saga que "este não vai durar", sendo uma perda de tempo alimentá-la. Em junho de 1946, Wanrong morreu de fome em sua cela. Em seu livro de 1964, Do Imperador ao Cidadão, Puyi apenas afirmou que soube em 1951 que Wanrong "morreu há muito tempo", sem mencionar como ela morreu.

## Vida posterior (1945-1967)

### Prisão e julgamento soviético

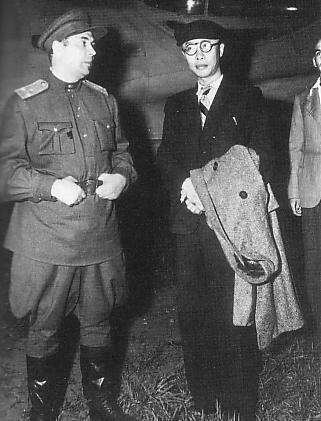
Puyi (à direita) e um oficial militar soviético

Os soviéticos levaram Puyi para a cidade siberiana de Chita. Ele morou em um sanatório e, mais tarde, em Khabarovsk, perto da fronteira chinesa, onde foi bem tratado e teve permissão para manter alguns de seus empregados. Como prisioneiro, Pu Yi passava seus dias orando e esperava que os prisioneiros o tratassem como um imperador e dava tapas na cara de seus servos quando eles o desagradavam.
Ele sabia da guerra civil na China pelas transmissões em chinês da rádio soviética, mas parecia não se importar. O governo soviético recusou os repetidos pedidos da República da China para extraditar Puyi; o governo do Kuomintang indiciou-o sob a acusação de alta traição, e a recusa soviética em extraditá-lo quase certamente salvou a sua vida, já que Chiang Kai-shek falava muitas vezes do seu desejo de mandar fuzilar Puyi. O Kuomintang capturou Dongzhen, prima de Puyi, e executou-a publicamente em Pequim em 1948, depois de ela ter sido condenada por alta traição. Não desejando regressar à China, Puyi escreveu várias vezes a Josef Stalin pedindo asilo na União Soviética e que lhe fosse dado um dos antigos palácios czaristas para viver o resto dos seus dias.
Em 1946, Puyi testemunhou no Tribunal Militar Internacional para o Extremo Oriente em Tóquio, detalhando o seu ressentimento pela forma como foi tratado pelos japoneses. No julgamento de Tóquio, ele teve uma longa conversa com o advogado de defesa Major Ben Bruce Blakeney sobre se ele havia sido sequestrado em 1931, na qual Puyi cometeu perjúrio ao dizer que as declarações no livro de Johnston de 1934, Crepúsculo na Cidade Proibida, sobre como ele havia voluntariamente tornar-se Imperador de Manchukuo eram tudo mentira. Quando Blakeney mencionou que a introdução do livro descrevia como Puyi havia dito a Johnston que ele havia ido voluntariamente para a Manchúria em 1931, Puyi negou estar em contato com Johnston em 1931, e que Johnston inventou as coisas para "vantagem comercial".
Pu Yi tinha um forte interesse em minimizar o seu próprio papel na história, porque qualquer admissão de controle ativo teria levado à sua execução. O juiz australiano Sir William Webb, presidente do Tribunal, ficou muitas vezes frustrado com o testemunho de Puyi e o repreendeu inúmeras vezes. Behr descreveu Puyi no depoimento como um "mentiroso consistente e autoconfiante, preparado para fazer qualquer coisa para salvar sua pele", e como uma testemunha combativa mais do que capaz de se defender contra os advogados de defesa. Como ninguém no julgamento, exceto Blakeney, havia realmente lido Crepúsculo na Cidade Proibida ou as entrevistas que Woodhead conduziu com ele em 1932, Puyi teve espaço para distorcer o que havia sido escrito sobre ele ou dito por ele. Puyi respeitava muito Johnston, que era seu pai substituto, e se sentia culpado por retratá-lo como um homem desonesto.

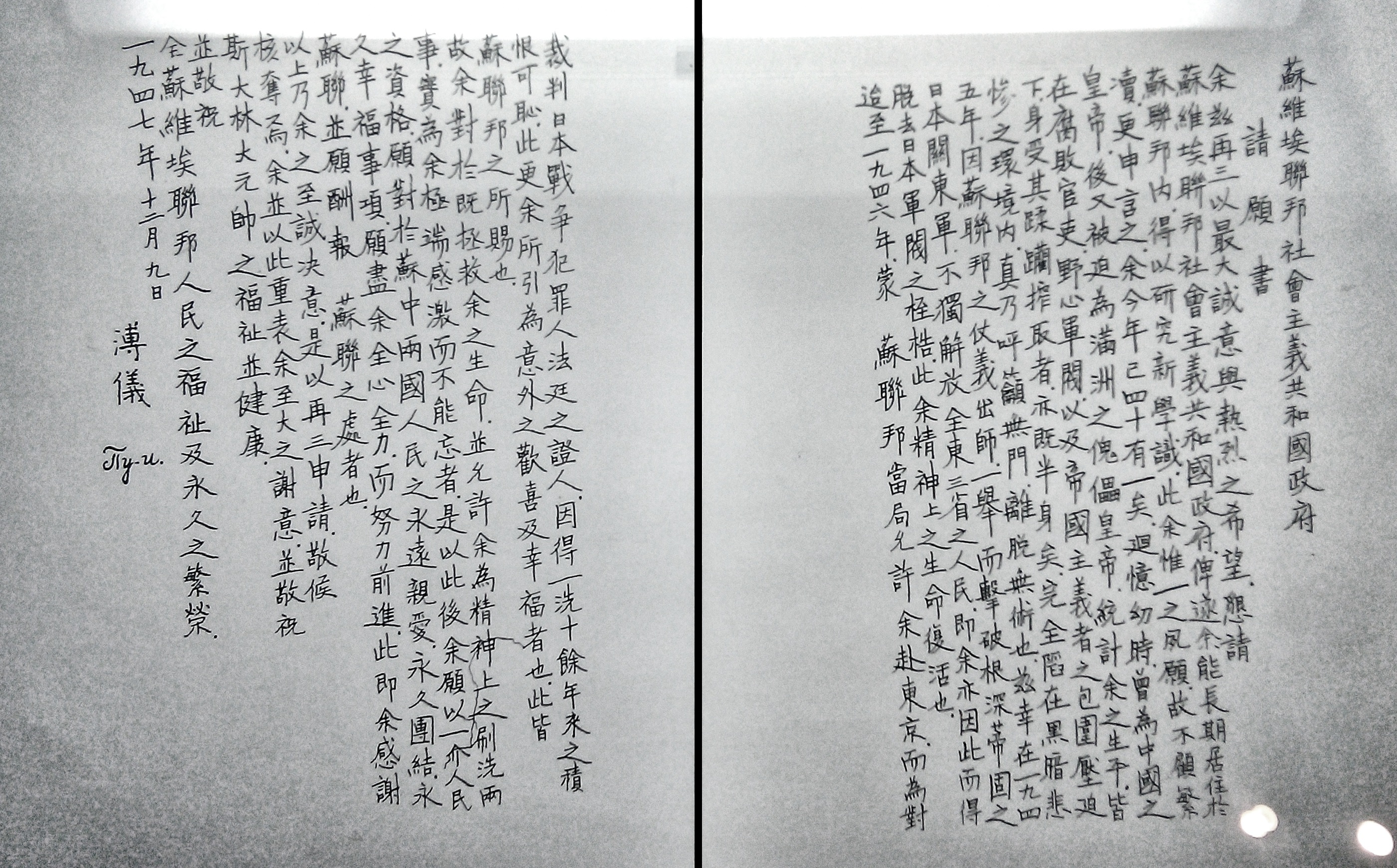
Cartas de Puyi para Stalin

Após o seu regresso à União Soviética, Puyi foi detido no Centro de Detenção n.º 45, onde os seus criados continuaram a arrumar-lhe a cama, vesti-lo e fazer outros trabalhos para ele. Puyi não falava russo e tinha contatos limitados com seus guardas soviéticos, usando alguns prisioneiros Manchukuo como tradutores. Um prisioneiro disse a Puyi que os soviéticos o manteriam na Sibéria para sempre porque “esta é a parte do mundo de onde você vem”. Os soviéticos prometeram aos comunistas chineses que entregariam os prisioneiros de alto valor quando o PCC vencesse a guerra civil e queriam manter Puyi vivo. O cunhado de Puyi, Rong Qi, e alguns de seus servos não foram considerados de alto valor e foram enviados para trabalhar em um campo de reabilitação na Sibéria.

### Na República Popular da China

#### Continuação da prisão
Quando o Partido Comunista Chinês sob Mao Tsé-Tung chegou ao poder em 1949, Puyi foi repatriado para a China após negociações entre a União Soviética e a China. Puyi foi de considerável valor para Mao, como observou Behr: "Aos olhos de Mao e de outros líderes comunistas chineses, Pu Yi, o último imperador, era o epítome de tudo o que havia de mau na velha sociedade chinesa. Se ele pudesse ser mostrado ter passado por uma mudança sincera e permanente, que esperança havia para o contrarrevolucionário mais obstinado? Quanto mais avassaladora a culpa, mais espetacular a redenção - e maior a glória do Partido Comunista Chinês". Puyi seria submetido a uma "remodelação" para torná-lo comunista.

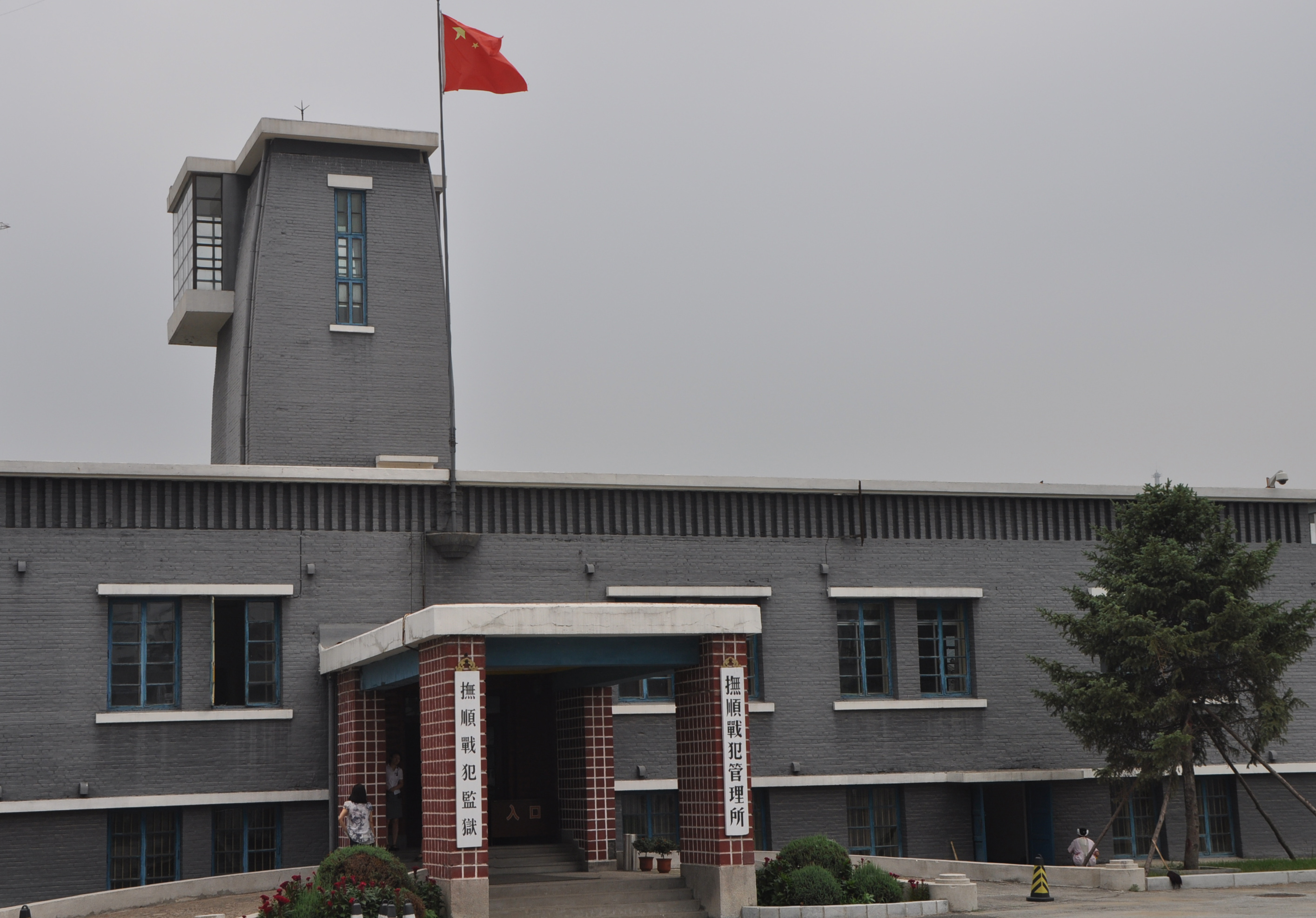
Prisão de criminosos de guerra de Fushun

Em 1950, os soviéticos carregaram Puyi e o resto dos prisioneiros Manchukuo e japoneses em um trem que os levou para a China com Puyi convencido de que seria executado quando chegasse. Pu Yi ficou surpreso com a gentileza de seus guardas chineses, que lhe disseram que este era o começo de uma nova vida para ele. Na tentativa de cair nas boas graças, Puyi, pela primeira vez em sua vida, dirigiu-se aos plebeus com 你, a palavra informal para "você", em vez de 您, a palavra formal para "você".
Exceto por um período durante a Guerra da Coreia, quando foi transferido para Harbin, Puyi passou dez anos na Prisão de Criminosos de Guerra de Fushun, na província de Liaoning, até ser declarado reformado. Os prisioneiros em Fushun eram altos funcionários e oficiais japoneses, Manchukuo e Kuomintang. Pu Yi era o mais fraco e infeliz dos prisioneiros, e muitas vezes era intimidado pelos outros, que gostavam de humilhar o imperador; ele poderia não ter sobrevivido à prisão se o diretor Jin Yuan não tivesse feito o possível para protegê-lo. Puyi nunca havia escovado os dentes ou amarrado os próprios cadarços nenhuma vez na vida e teve que realizar essas tarefas básicas na prisão, submetendo-o ao ridículo de outros prisioneiros. Em 1951, Puyi soube pela primeira vez que Wanrong havia morrido em 1946.

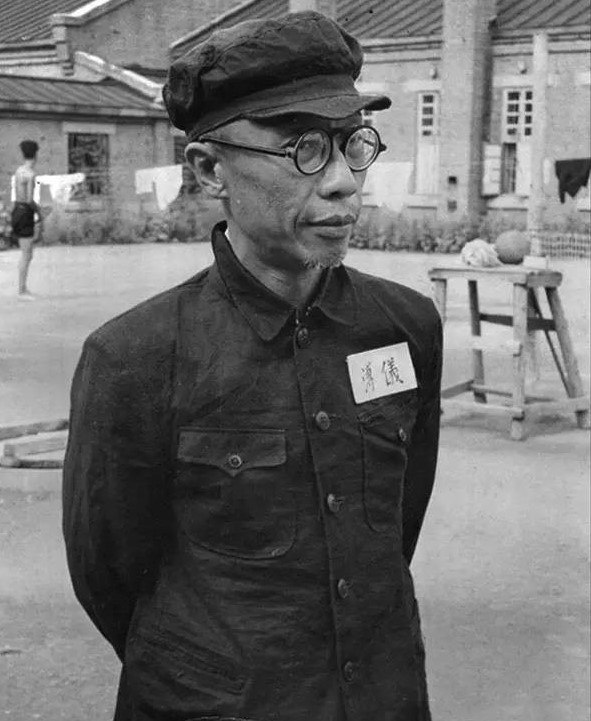
Puyi sendo prisioneiro em Fushun.

Grande parte da "remodelação" de Puyi consistiu em participar de "grupos de discussão sobre o marxismo-leninismo e pensamento Mao Zedong", onde os prisioneiros discutiriam suas vidas antes de serem presos. Quando Puyi protestou com Jin que era impossível resistir ao Japão e que não havia nada que ele pudesse ter feito, Jin confrontou-o com pessoas que lutaram na resistência e foram torturadas, e perguntou-lhe por que as pessoas comuns em Manchukuo resistiram enquanto um imperador Não fez nada. Puyi teve de assistir a palestras em que um antigo funcionário público japonês falava sobre a exploração de Manchukuo, enquanto um antigo oficial do Kenpeitai falava sobre como prendia pessoas para trabalho escravo e ordenava execuções em massa.
A certa altura, Puyi foi levado a Harbin e Pingfang para ver onde a infame Unidade 731, a unidade de guerra química e biológica do Exército Japonês, havia conduzido experimentos horríveis em pessoas. Puyi observou com vergonha e horror: “Todas as atrocidades foram cometidas em meu nome”. Puyi, em meados da década de 1950, estava dominado pela culpa e muitas vezes dizia a Jin que se sentia totalmente inútil a ponto de considerar o suicídio. Jin disse a Puyi para expressar sua culpa por escrito. Puyi lembrou mais tarde que sentiu "que estava enfrentando uma força irresistível que não descansaria até descobrir tudo".
Às vezes, Puyi era levado para passeios pelo interior da Manchúria. Num deles, ele conheceu a esposa de um fazendeiro cuja família havia sido despejada para dar lugar aos colonos japoneses e quase morrera de fome enquanto trabalhava como escrava em uma das fábricas de Manchukuo. Quando Puyi pediu perdão, ela disse: "Agora está tudo acabado, não vamos falar sobre isso", fazendo-o chorar. Numa outra reunião, uma mulher descreveu a execução em massa de pessoas da sua aldeia pelo exército japonês e depois declarou que não odiava os japoneses e aqueles que os serviram, pois manteve a sua fé na humanidade, o que comoveu muito Puyi. Noutra ocasião, Jin confrontou Puyi com a sua ex-concubina Li em reuniões no seu escritório, onde ela o atacou por vê-la apenas como um objeto sexual, e dizendo que agora estava grávida de um homem que a amava.
No final de 1956, Puyi atuou em uma peça, A Derrota dos Agressores, sobre a Crise de Suez, desempenhando o papel de um parlamentar trabalhista de esquerda que desafia na Câmara dos Comuns um ex-ministro de Manchukuo no papel do secretário de Relações Exteriores Selwyn Lloyd. Puyi gostou do papel e continuou atuando em peças sobre sua vida e Manchukuo; em um deles, ele interpretou um funcionário Manchukuo e se curvou diante de um retrato seu como Imperador de Manchukuo. Durante o Grande Salto Adiante, quando milhões de pessoas morreram de fome na China, Jin optou por cancelar as visitas de Puyi ao campo, para que as cenas de fome não anulassem a sua crescente fé no comunismo. Behr escreveu que muitos estão surpresos que a "remodelação" de Puyi tenha funcionado, com um imperador criado quase como um deus se contentando em ser apenas um homem comum, mas ele observou que "...é essencial lembrar que Puyi não foi o único a passar por uma “remodelação” tão bem-sucedida. Generais durões do KMT, e generais japoneses ainda mais durões, criados na tradição samurai e no culto Bushido que glorifica a morte na batalha e o sacrifício ao Japão marcial, tornaram-se, em Fushun, tão devotos em seu apoio aos ideais comunistas quanto Puyi".

#### Libertação
Puyi chegou a Pequim em 9 de dezembro de 1959 com permissão especial de Mao e viveu durante os seis meses seguintes numa residência comum em Pequim com a sua irmã antes de ser transferido para um hotel patrocinado pelo governo. Ele tinha a função de varrer as ruas e se perdeu no primeiro dia de trabalho, o que o levou a dizer atônito aos transeuntes: "Sou Puyi, o último imperador da dinastia Qing. Estou hospedado na casa de parentes e não consigo encontrar o caminho de casa". Um dos primeiros atos de Puyi ao retornar a Pequim foi visitar a Cidade Proibida como turista; ele ressaltou para outros turistas que muitas das exposições eram coisas que ele havia usado na juventude. Manifestou o seu apoio aos comunistas e trabalhou como jardineiro no Jardim Botânico de Pequim. O papel trouxe a Puyi um grau de felicidade que ele nunca conhecera como imperador, embora fosse notavelmente desajeitado.
Behr observou que na Europa, as pessoas que desempenhavam papéis análogos ao papel que Puyi desempenhou em Manchukuo eram geralmente executadas; por exemplo, os britânicos enforcaram William Joyce ("Lord Haw-haw") por ser o locutor das transmissões em língua inglesa da Rádio Berlim, os italianos atiraram em Benito Mussolini e os franceses executaram Pierre Laval, tantos ocidentais ficam surpresos que Puyi foi libertado da prisão depois de apenas nove anos para começar uma nova vida. Behr escreveu que a ideologia comunista explicava esta diferença, escrevendo: "Em uma sociedade onde todos os proprietários de terras e 'seguidores da via capitalista' eram a encarnação do mal, não importava tanto que Puyi também fosse um traidor de seu país: ele era, no olhos dos ideólogos comunistas, apenas se comportando de acordo com o tipo. Se todos os capitalistas e proprietários de terras eram, por sua própria natureza, traidores, era lógico que Puyi, o maior proprietário de terras, também fosse o maior traidor. E, em última instância, Puyi era muito mais valioso vivo do que morto".
No início de 1960, Puyi conheceu o primeiro-ministro Zhou Enlai, que lhe disse: "Você não foi responsável por se tornar imperador aos três anos de idade ou pela tentativa de golpe de restauração de 1917. Mas você foi totalmente culpado pelo que aconteceu depois. Você sabia perfeitamente bem o que você estava fazendo quando se refugiou no Bairro da Legação, quando viajou sob proteção japonesa para Tianjin e quando concordou em se tornar Chefe do Executivo de Manchukuo". Pu Yi respondeu simplesmente dizendo que, embora não tenha escolhido ser imperador, ele se comportou com crueldade selvagem como menino-imperador e desejou poder pedir desculpas a todos os eunucos que açoitou durante sua juventude.
Aos 56 anos, casou-se com Li Shuxian, enfermeira de hospital, em 30 de abril de 1962, em cerimônia realizada no Salão de Banquetes da Conferência Consultiva. De 1964 até sua morte, trabalhou como editor no departamento literário da Conferência Consultiva Política do Povo Chinês, onde seu salário mensal era de cerca de 100 yuans. Li lembrou em uma entrevista de 1995 que: "Achei Pu Yi um homem honesto, um homem que precisava desesperadamente do meu amor e estava pronto para me dar tanto amor quanto pudesse. Quando eu estava tendo um leve caso de gripe, ele estava tão preocupado que eu morresse, que ele se recusou a dormir à noite e ficou sentado ao meu lado até o amanhecer para poder atender às minhas necessidades". Li também observou, como todos os outros que o conheciam, que Puyi era um homem incrivelmente desajeitado, levando-a a dizer: "Uma vez, com muita raiva por sua falta de jeito, ameacei me divorciar dele. Ao ouvir isso, ele se ajoelhou e, com lágrimas nos olhos, ele me implorou que o perdoasse. Jamais esquecerei o que ele me disse: 'Não tenho nada neste mundo exceto você, e você é minha vida. Se você for, eu morrerei'. Mas à parte dele, o que eu tive no mundo?". Puyi mostrou remorso por suas ações passadas, muitas vezes dizendo a ela: ''O Puyi de ontem é o inimigo do Puyi de hoje.''

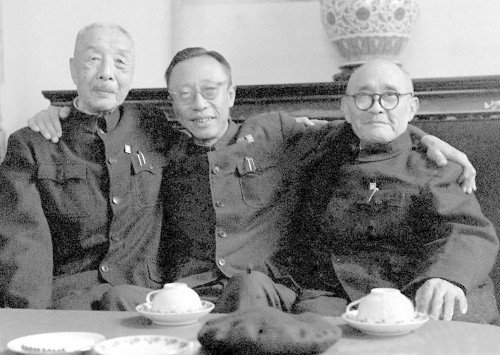
Puyi em 1961, flanqueado por Xiong Bingkun, comandante da Revolta de Wuchang, e Lu Zhonglin, que participou na expulsão de Puyi da Cidade Proibida em 1924.

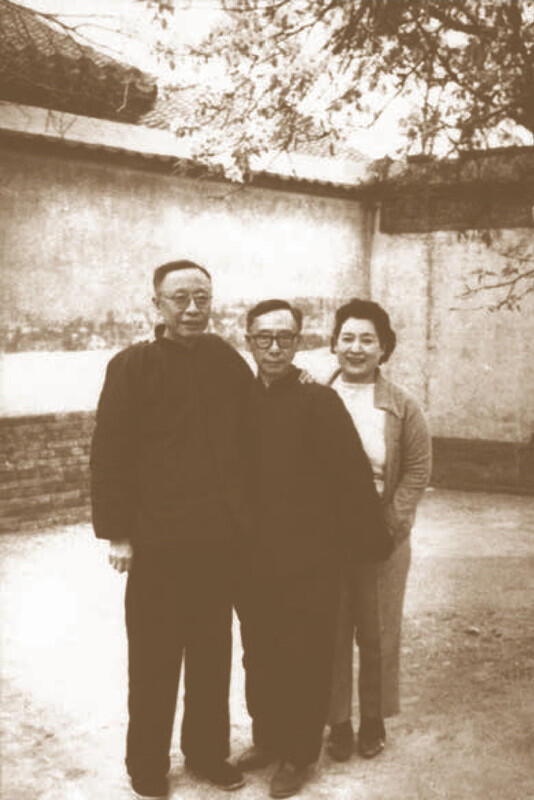
Na primavera de 1967, Pujie e Saga Hiro visitaram Puyi, que já estava gravemente doente.

Na década de 1960, com o incentivo do presidente Mao Zedong e do primeiro-ministro Zhou Enlai, e com o endosso público do governo chinês, Puyi escreveu sua autobiografia Do Imperador ao Cidadão (chinês tradicional: 我的前半生, pinyin: Wǒdè Qián Bànshēng, Wade–Giles: 'Wo Te Ch'ien Pan-Sheng', lit. ‘A Primeira Metade da Minha Vida’) junto com Li Wenda, editora do People's Publishing Bureau. O ghostwriter Li planejou inicialmente usar a "autocrítica" de Puyi escrita em Fushun como base do livro, esperando que o trabalho levasse apenas alguns meses, mas usou uma linguagem tão dura que Puyi confessou uma carreira de covardia abjeta, que Li foi forçado a começar de novo. Demorou quatro anos para escrever o livro. Puyi disse sobre seu testemunho no Tribunal de Crimes de Guerra de Tóquio:
Sinto-me agora muito envergonhado do meu testemunho, pois omiti parte do que sabia para me proteger de ser punido pelo meu país. Não disse nada sobre a minha colaboração secreta com os imperialistas japoneses durante um longo período, uma associação para a qual a minha capitulação aberta após 18 de Setembro de 1931 foi apenas a conclusão. Em vez disso, falei apenas da forma como os japoneses me pressionaram e me forçaram a fazer a sua vontade. Afirmei que não tinha traído o meu país, mas que tinha sido raptado; neguei toda a minha colaboração com os japoneses; e até afirmei que a carta que escrevi para Jirō Minami era falsa. Eu encobri meus crimes para me proteger.
Puyi se opôs à tentativa de Pujie de se reunir com Lady Saga, que havia retornado ao Japão, escrevendo a Zhou pedindo-lhe que impedisse Lady Saga de retornar à China, o que levou Zhou a responder: "A guerra acabou, você sabe. Você não você tem que levar esse ódio nacional para sua própria família." Behr concluiu: "É difícil evitar a impressão de que Puyi, em um esforço para provar ser um 'homem remodelado', exibiu a mesma atitude covarde em relação aos detentores do poder da nova China que ele havia demonstrado em Manchukuo em relação ao Japonês."
Muitas das afirmações em Do Imperador ao Cidadão, como a afirmação de que foi o Kuomintang quem despojou o equipamento industrial da Manchúria em 1945-46, e não os soviéticos, juntamente com uma "imagem sem reservas cor-de-rosa da vida na prisão", são amplamente conhecidas por ser falso, mas o livro foi traduzido para línguas estrangeiras e vendeu bem. Behr escreveu: "Os capítulos mais completos e cheios de clichês de Do Imperador ao Cidadão, que tratam das experiências de prisão de Puyi, e escritos no auge do culto à personalidade de Mao, dão a impressão de lições bem aprendidas e regurgitadas."

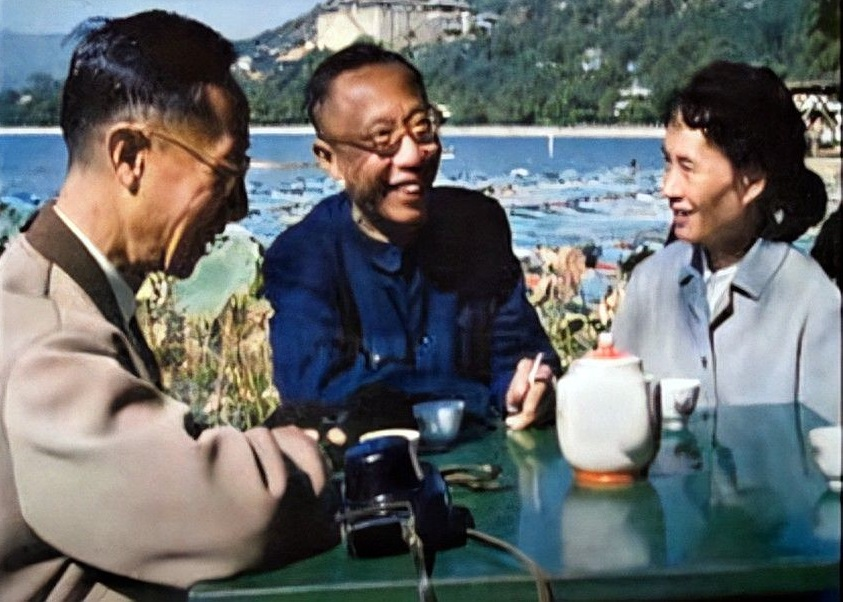
Puyi na década de 1960 com Li Shuxian e Pujie em Pequim.

A partir de 1963, Puyi deu regularmente conferências de imprensa elogiando a vida na República Popular da China, e diplomatas estrangeiros frequentemente o procuravam, curiosos para conhecer o famoso "Último Imperador" da China. Em uma entrevista com Behr, Li Wenda disse-lhe que Puyi era um homem muito desajeitado que "invariavelmente se esquecia de fechar as portas atrás de si, esquecia de dar descarga, esquecia de fechar a torneira depois de lavar as mãos, tinha um gênio para criar um bagunça instantânea e desordenada ao seu redor". Puyi estava tão acostumado a ter suas necessidades atendidas que nunca aprendeu inteiramente como funcionar sozinho.
Ele se esforçou ao máximo para ser modesto e humilde, sendo sempre a última pessoa a embarcar no ônibus, o que fez com que certa vez perdesse a viagem, confundindo o cobrador com um passageiro. Nos restaurantes, ele dizia às garçonetes: "Vocês não deveriam me servir. Eu deveria servir vocês". Durante este período, Puyi era conhecido por sua gentileza e, uma vez, depois de atropelar acidentalmente uma senhora idosa com sua bicicleta, ele a visitava todos os dias no hospital para trazer flores para fazer as pazes até que ela tivesse alta.

## Morte e sepultamento
Mao Zedong iniciou a Revolução Cultural em 1966, e a milícia jovem conhecida como Guardas Vermelhas Maoístas via Puyi, que simbolizava a China Imperial, como um alvo fácil. Puyi foi colocado sob proteção do departamento de segurança pública local e, embora as suas rações alimentares, salário e vários luxos, incluindo o sofá e a secretária, tenham sido removidos, ele não foi humilhado publicamente como era comum na altura. Os Guardas Vermelhos atacaram Puyi por seu livro Do Imperador ao Cidadão porque ele havia sido traduzido para o inglês e o francês, o que desagradou os Guardas Vermelhos e fez com que cópias do livro fossem queimadas nas ruas. Vários membros da família Qing, incluindo Pujie, tiveram suas casas invadidas e queimadas pelos Guardas Vermelhos, mas Zhou Enlai usou sua influência para proteger Puyi e o resto dos Qing dos piores abusos infligidos pela Guarda Vermelha. Jin Yuan, o homem que “remodelou” Puyi na década de 1950, foi vítima da Guarda Vermelha e tornou-se prisioneiro em Fushun durante vários anos, enquanto Li Wenda, que escreveu Do Imperador ao Cidadão, passou sete anos em confinamento solitário. No entanto, a saúde de Puyi começou a piorar. Ele morreu em Pequim de complicações decorrentes de câncer renal e doenças cardíacas em 17 de outubro de 1967, aos 61 anos.
De acordo com as leis da República Popular da China da época, o corpo de Puyi foi cremado. Suas cinzas foram colocadas pela primeira vez no Cemitério Revolucionário de Babaoshan, ao lado das de outros dignitários do partido e do estado. (Este era o cemitério de concubinas e eunucos imperiais antes do estabelecimento da República Popular da China). Em 1995, como parte de um acordo comercial, as cinzas de Puyi foram transferidas por sua viúva Li Shuxian para um novo cemitério comercial chamado Hualong. Cemitério Imperial (华龙皇家陵园) em troca de apoio monetário. O cemitério fica perto dos Túmulos Qing Ocidentais, 120 quilômetros (75 mi) a sudoeste de Pequim, onde quatro dos nove imperadores Qing que o precederam estão enterrados, juntamente com três imperatrizes e 69 príncipes, princesas e concubinas imperiais. Em 2015, alguns descendentes do clã Aisin-Gioro concederam nomes póstumos a Puyi e suas esposas. Wenxiu e Li Yuqin não receberam nomes póstumos porque seu status imperial foi removido após o divórcio.

## Títulos, honras e condecorações

### Títulos
Quando governou como imperador da Dinastia Qing (e, portanto, imperador da China) de 1908 a 1912 e durante sua breve restauração em 1917, o nome da época de Puyi era "Xuantong", então ele era conhecido como o "Imperador Xuantong" (chinês tradicional: 宣統皇帝, chinês simplificado: 宣统皇帝, pinyin: Xuāntǒng Huángdì, Wade–Giles: Hsüan1-t'ung3 Huang2-ti4) durante esses dois períodos. Puyi também foi autorizado a manter o seu título de Imperador da Grande Qing, sendo tratado como um monarca estrangeiro pela República da China até 5 de novembro de 1924.
Como Pu Yi também foi o último imperador governante da China, ele é amplamente conhecido como "o último imperador" (chinês tradicional: 末代皇帝, pinyin: Mòdài Huángdì, Wade–Giles: Mo4-tai4 Huang2-ti4) na China e em todo o resto do mundo. Alguns referem-se a ele como "o último imperador da Dinastia Qing" (chinês tradicional: 清末帝, pinyin: Qīng Mò Dì, Wade–Giles: Ch'ing1 Mo4-ti4).
Devido à sua abdicação, Pu Yi também é conhecido como o "imperador cedido" (chinês tradicional: 遜帝, pinyin: Xùn Dì) ou "imperador revogado" (chinês tradicional: 廢帝, chinês simplificado: 废帝, pinyin: Fèi Dì). Às vezes, o caractere "Qing" (chinês tradicional: 清, pinyin: Qīng) é adicionado na frente dos dois títulos para indicar sua afiliação à Dinastia Qing.
Quando Puyi governou o estado-fantoche de Manchukuo e assumiu o título de Chefe do Executivo do novo estado, o nome de sua época era "Datong" (Ta-tung). Como imperador de Manchukuo de 1934 a 1945, o nome de sua época era "Kangde" (Kang-te), então ele era conhecido como o "imperador Kangde" (em chinês:  康德皇帝, em japonês:  Kōtoku Kōtei) durante esse período de tempo.

### Honras e condecorações
Dinastia Qing
|  | Ordem da Pena do Pavão   |
|  | Ordem da Pena Azul       |
|  | Ordem do Dragão Duplo    |
|  | Ordem do Trono Imperial  |
|  | Ordem do Dragão Amarelo  |
|  | Ordem do Dragão Vermelho |
|  | Ordem do Dragão Azul     |
|  | Ordem do Dragão Negro    |

Manchukuo
|  | Grande Ordem da Flor da Orquídea |
|  | Ordem do Ilustre Dragão          |
|  | Ordem das Nuvens Auspiciosas     |
|  | Ordem dos Pilares do Estado      |

Estrangeiras
|  | Ordem Suprema da Santíssima Anunciação (Reino da Itália)            |
|  | Ordem dos Santos Maurício e Lázaro, 1ª Classe (Reino da Itália)     |
|  | Cavaleiro da Grã-Cruz da Ordem da Coroa da Itália (Reino da Itália) |
|  | Grande Cordão da Ordem do Crisântemo (Império do Japão)             |
|  | Ordem das Flores Paulownia (Império do Japão)                       |
|  | Ordem de Carol I (Reino da Romênia)                                 |

## Na mídia

### Filmes
- O Último Imperador, um filme de Hong Kong de 1986 (título chinês 火龍, significa literalmente Dragão de Fogo) dirigido por Li Han-hsiang. Tony Leung Ka-fai interpretou Puyi.
- O Último Imperador, filme de 1987 dirigido por Bernardo Bertolucci. John Lone interpretou o adulto Puyi.
- Aisin-Gioro Puyi (愛新覺羅·溥儀), um documentário chinês de 2005 sobre a vida de Puyi. Produzido pela CCTV, fez parte de uma série de dez documentários sobre dez personalidades históricas.
- A Fundação de um Partido, filme chinês de 2011 dirigido por Huang Jianxin e Han Sanping. O ator infantil Yan Ruihan interpretou Puyi.
- 1911, um filme histórico de 2011 dirigido por Jackie Chan e Zhang Li. O filme conta a história da fundação da República da China quando Sun Yat-sen liderou a Revolução Xinhai para derrubar a Dinastia Qing. Puyi, de cinco anos, é interpretado pelo ator infantil Su Hanye. Embora o tempo de Pu Yi na tela seja curto, há cenas significativas que mostram como o imperador foi tratado na corte antes de sua abdicação, aos seis anos de idade.[325]

### Televisão
- The Misadventure of Zoo, uma série de televisão de Hong Kong de 1981 produzida pela TVB. Adam Cheng interpretou um Puyi adulto.
- Modai Huangdi (末代皇帝; significa literalmente O Último Imperador), uma série de televisão chinesa de 1988 baseada na autobiografia de Puyi, Do Imperador ao Cidadão, com o irmão de Puyi, Pujie, como consultor da série. Chen Daoming estrelou como Puyi.
- Feichang Gongmin (非常公民; significa literalmente Cidadão Incomum), uma série de televisão chinesa de 2002 dirigida por Cheng Hao. Dayo Wong estrelou como Puyi.
- Ruten no Ōhi – Saigo no Kōtei (流転の王妃·最後の皇弟; título chinês 流轉的王妃), uma série de televisão japonesa de 2003 sobre Pujie e Hiro Saga. Wang Bozhao interpretou Puyi.
- Modai Huangfei (末代皇妃; significa literalmente O Último Consorte Imperial), uma série de televisão chinesa de 2003. Li Yapeng interpretou Puyi.
- Modai Huangdi Chuanqi (末代皇帝传奇; significa literalmente A Lenda do Último Imperador), uma colaboração televisiva de Hong Kong/China de 2015 (59 episódios, cada um com 45 minutos), estrelada por Winston Chao

### Por Puyi
- 我的前半生- A autobiografia de Pu Yi – escritor-fantasma por Li Wenda. O título do livro chinês é geralmente traduzido em inglês como From Emperor to Citizen. O livro foi relançado na China em 2007 em uma nova versão corrigida e revisada. Muitas frases que haviam sido excluídas da versão de 1964 antes de sua publicação foram agora incluídas.
- Aisin-Gioro, Puyi (2002) [1964]. 我的前半生 [The First Half of My Life; From Emperor to Citizen: The Autobiography of Aisin-Gioro Puyi] (em chinês). [S.l.]: Foreign Languages Press. ISBN 978-7119007724 – original
- Pu Yi, Henry; Kramer, Paul (2010) [1967]. The Last Manchu: The Autobiography of Henry Pu Yi, Last Emperor of China. [S.l.]: Skyhorse Publishing. ISBN 978-1602397323

### Por outros
- Behr, Edward (1987). The Last Emperor. Toronto: Futura. ISBN 978-0708834398. Inspirado no filme homônimo de Bernardo Bertolucci.
- Driscoll, Mark (2010). Absolute Erotic, Absolute Grotesque: The Living, The Dead, and The Undead in Japan's Imperialism, 1895–1945. [S.l.]: Durham: Duke University Press. ISBN 978-0822347613. JSTOR j.ctv11cw7mv
- Fenby, Jonathan (2004). Chiang Kai-shek China's Generalissimo and the Nation He Lost. [S.l.]: New York: Carroll & Graf. ISBN 9780786739844
- Headland, Isaac Taylor (1909). Court Life in China. [S.l.]: F.H. Revell. ISBN 978-0585150291. Cópia arquivada em 11 jun 2023
- Johnston, Reginald Fleming (2008). Twilight in the Forbidden City. [S.l.]: Soul Care Publishing. ISBN 978-0968045954
- Li Shuxian (2006) [1984]. My Husband Puyi: Puyi yu wo / [Li Shuxian kou shu; Wang Qingxiang zheng li; Changchun shi zheng xie wen shi zi liao yan jiu wei yuan hui bian]. [S.l.]: Chuan guo xin hua shu dian jing xiao. ISBN 978-7208001671. Pela quinta esposa de Puyi, Li Shuxian. As memórias de sua vida juntos foram escritas por fantasmas por Wang Qingxian. Uma versão em inglês traduzida por Ni Na foi publicada pela China Travel and Tourism Press.
- Weinberg, Gerhard (2005). A World In Arms: a Global History of World War II. Cambridge: Cambridge University Press. ISBN 978-0521618267
- Young, Louise (1998). Japan's Total Empire: Manchuria and the Culture of Wartime Imperialism. Los Angeles: University of California Press. ISBN 978-0520219342. JSTOR j.ctt1png7c